# ミクロマン・マグネパワーズ
ミクロマン・マグネパワーズは、株式会社タカラが1998年から2000年まで発売されたオリジナル玩具。詳細はミクロマンシリーズを参照。
本項ではこの1998年から2000年までのミクロマン・マグネパワーズおよびレッドパワーズについて詳述する。

## 概要
かつてタカラの独自キャラクターとして一世を風靡したミクロマンをトランスフォーマーで培ったノウハウをもとに再商品化したもの。以前のミクロマンよりも単体のギミックが強化されている。
マグネパワーズという名の通り、胸・左手・両足に磁石を内蔵している、また左手にはマグネアームというアタッチメントがつけられている。メインのミクロマンは5人とされ、彼らが次第にパワーアップしていくというストーリーが盛り込まれていた。玩具でも4種から5種類のバリエーションがある。また、変形を主にしたチェンジトルーパーズなど、メインのミクロマンとは別のキャラクターも豊富に登場している。
アニメ終了前後からLEDを内蔵したレッドパワーズとなり、レッドジウムという新エネルギーを用いる設定に変更された。主役のミクロマン5人にはそれぞれスーパー（マグネパワーズ）・レーザー・シークレットブレスト・シャイニング（レッドパワーズ）という発展形がある。
テレビアニメ版のセルビデオ（VHS）の初回特典として、マグネアーサーの成形色違いであるブラックアーサーが同梱されたが、磁気テープへの干渉があるため例外的にマグネットが入っていない仕様となった。
玩具シリーズは2001年1月1日にトイザらスで発売された3種をもって、21世紀の到来と共に幕を閉じた。
商品にいくつか旧シリーズを意識したものがある。

## キャラクター設定
未知の惑星ミクロアースの住人であるミクロマンは、アクロイヤーの地球侵略を防ぐためにやってきた正義の宇宙人として描かれている。5人のチームをマグネパワーズと呼び地球を守るチームと位置づけている。
アニメ企画とも連動したため、ミクロマンたちはミクロジウムというエネルギー物質によりパワーアップし、ミクロジウムを探すためのアーメットというバイザーが顔に取り付けられている。彼らは地球人の兄弟・久磁耕平（くじ こうへい）と久磁裕太（くじ ゆうた）、その親友の少女・水沢麻美（みずさわ まみ）、地球の科学者・プロフェッサーK（-ケー）こと片貝彰（かたがい あきら）たちと協力して地球を守るべく戦う。非人間的な銀メッキ（マスターミクロマンとレーザーゼットアーサー、ダークは金メッキ）の顔の下に地球人とほぼ同じ顔があるという設定になり、アニメ版では通常時は人間と同じ顔で、戦闘時には頭部にアーメットが出現、さらにマグネパワーを発揮する時のみアーメットから露出した生身部分も含めて頭部全体が銀色に変化する描写となっている。

## ミクロマン
最初の商品形態ではすべて左手のマグネアームが一体成型で可動しない。だが、後のスーパーミクロマンで専用武器として分離され両腕が可動するようになった。胸・左手・両足に磁石を内蔵。レーザー・シャイニングはLED内蔵のレッドパワーズブランドであり、背中に電池ボックスとなっているエネルギーパックを背負い胸のLEDを点灯させることができた。シークレットブレストはパイロットエジソンを除き、赤・青・緑・黄のブレストのカラーバリエーションがあり、それぞれの色ごとに作戦内容が設定されている。コマンドなどの名前がついているものはレッドパワーズブランドのフォームチェンジおよびビークルの付属である。また、名前の一文字目を繋げていくと五十音になる。
胸部に内蔵されたミクロジウムをエネルギー源としているが、普通に地球の食品や飲料を飲食することが可能（耕平たちのおやつであるケーキや紅茶をたびたび分けてもらっている）。また、感情が高ぶらない限り基本的に涙を流すことはない（作中の台詞によると、本来であればミクロマンが涙を流すはずがないとのこと）。ボタン操作により装着した人間をミクロマンたちと同程度のサイズに縮小する「ミクロチェンジ」という機能を持ち、意思を持った小形ロボットに変形可能な腕時計型端末・「ミクロッチ」（未商品化）を通じて人間の心と同調することにより、必殺技の威力を最大限に高めることが可能。
アニメではスーパーミクロマンにはミクロマンの細胞を活性化し、200%の力を引き出す「超磁力アクセレーター（ちょうじりょく-）」というユニットを装備して変身するが、肉体に負担がかかるため、短時間しか変身できない。また、その強力なエネルギーに使用者の体が慣れていない段階では、使用者が苦しむ描写がなされていた。なお、普段の人間的な姿は地球人に合わせた偽装であり、スーツを脱ぐと本来の姿に戻る。本来の姿については「知らない方がいい」とはぐらかされているが、一方で作中では元々人間に近い姿であったかのような描写がいくつか見受けられる。
バリエーションとして、初期（マグネアーム以外の左腕が未塗装）・後期（左腕も塗装）・メッキ版（5体セットで、缶バッジ風の鉄製スタンド1枚付き）・アニメ顔版・ゲームプライズ用特色版が存在する。また、ゲームプライズ用に、専用ケースに入ったアニメキャラのフィギュアが同サイズで作られた。
アーサー
正義感に富むミクロマンのリーダー。アニメ・漫画版共に主人公を務め、最初にパワーアップした。ミクロマンの中で唯一銀メッキの顔は人間と同じ顔をしている（アニメ版では青みがかった黒髪、漫画版では水色）。真面目で聡明な性格だが、天然ボケな一面も見受けられる。堅物でもなく、他のメンバーも含め普段は鍛錬や戦力強化に勤しみつつ、お菓子を食べたり耕平たちと遊んでいる様子が描かれていた。また、酒に弱い。ゼットという兄を持つ。
アニメ版ではミクロアース崩壊時にアーメットを失った。最終回ではアンゴルモアの依代となったジャイアントアクロイヤーをスーパーロボットマンと引き換えに撃破するが、その直後にアンゴルモアの本体が出現し、身体を乗っ取られそうになる。しかしそれを逆手に取り、自らマグネパワーを爆発させてアンゴルモア諸共、太陽に突入。アンゴルモアを完全に消滅させたものの、自身も消息を絶つ。しかし15年後、エジソンを除く仲間たちと共にレーザーミクロマンとして再び地球に派遣され、耕平達と再会を果たした。生還できた理由は不明だが、決戦後にオーディーンが「あのパワーなら太陽の熱に溶かされずに宇宙の彼方に飛ばされたかもしれない」と語っている（一方、「見つかるのは何万年も先だろう」とも言っていた）。
漫画版ではマグネパワーズ結成以前は傭兵であったことを匂わせる描写がある。また、たとえ敵であっても窮地にある者を放っておけない気質の持ち主として描かれた。
デザインモチーフは騎士で、名前の由来もアーサー王から採られた。
必殺技は、マグネパワーを全開にしてマグネアームを拳に纏わせ、超高速で接近し、必殺パンチを繰り出す「超磁力ブレイク（ちょうじりょくブレイク）」（アニメではこれを発動する際、顔の色彩がメッキ調のメタリック単色になる）と、マグネアーム側面や胸部からバリアを発生させ、相手の攻撃を跳ね返す「マグネディフェンス」。スーパーミクロマン時では取り外し可能となり、より強化されたマグネアームからマグネパワーをビームにして放つ「超磁力マグネブラスター（ちょうじりょくマグネブラスター）」。レーザーミクロマンとなって以降の装備は腕に装着する「レッドキャリバー」と周囲のエネルギーを吸収可能なM字型の盾・「マグネシールド」で、必殺技はレッドキャリバーを装備して光波を纏った拳で相手を攻撃する「レッドブレイク」。後にゼットとソロモンによる多岐にわたるテストをクリアしてマスターミクロマンの称号を与えられ、マスターミクロマン・レーザーアーサーとなった。さらに地球人の少年・浅海真悟（あさみ しんご）の心と共鳴し、シークレットブレスト形態であるスパイアーサーにフォームチェンジ可能となり、この状態ではリーダーとしてさらに正確な作戦判断が可能。エネルギーパック以外の装備を持たないパイロットエジソンを除くシークレットブレストの装備は、それぞれエジソンの物を除いた銀色のマグネシールド四種と各レッドパワーズの主装備で統一されている。その後もゼットのアーメットを装備してレーザーゼットアーサーにパワーアップした他、最終的には「正義のベルト」を装着することによって赤色の強化パーツ「シャイニングテクター」を装備したシャイニングアーサーにフォームチェンジ可能となった。シャイニングアーサー時はレッドジウムのパワーを倍増させてパワーとスピードを4倍に高め、肉体への負担を軽くすることが可能。装備はレッドジウムの光エネルギーを増幅させ、エネルギー弾にして発射する「シャイニングブラスター」。漫画版では「超磁力マグネブラスト（ちょうじりょくマグネブラスト）」などのオリジナル技を持つ。また、シャイニングテクターは4種類全てを装備することによって「パーフェクトシャイニングテクター」となる。
発展形：スーパーミクロマン・アーサー、レーザーアーサー、マスターミクロマン・レーザーアーサー、シャイニングアーサー、スパイアーサー、レーザーゼットアーサー、ライダーアーサー
単独のバリエーションとして、商品購入者が引けるクジの1等景品であるクリア版（2等はアニメのセル画、3等は商品ロゴのステッカーであった）、ビデオソフト「ミクロマン超百科」付録のブラック版（磁石はオミット）、プレイステーション用ソフト「超磁力戦士ミクロマン」の懸賞品であるブルー版（プレイヤーキャラの商品化。こちらも磁石はオミット）が存在する。
イザム
チーム最年少の美少年（アニメ版では金色の短髪、漫画版では黒い長髪）。レッドパワーズにシリーズが移行すると共に名前がイサム（勇）に改名された。趣味はガーデニングらしい。
アニメ版では容姿に反してややガラが悪く、人間関係においては不器用な面も持つ。第1話のみ、仲間に対して敬語で話していた。対アクロボットマンのためにロボットマンエースの復活を目指す仲間たちとは対照的に自らの力を高めることを重要視していたが、最終的にはお互いにどちらの行ったことも大切なことと和解した。デモン三幹部との決戦では麻美の心と共鳴してデモングリーンを倒した。植物の意思を感じ取る能力を持っており、地球の自然を守りたい思いも強い。ミクロアース崩壊時に両親を失っている。
漫画版では外見通りの穏やかな口調と物腰だが、敵に対しては容赦がない。また、仕草や立ち居振る舞いが女性っぽいなど中性的なキャラクターとして描かれたが、女性に対しては純情な一面も見せている。
名前の由来はIZAM（マグネパワーズ）→日本人名の勇（いさむ）（レッドパワーズ）。
日本刀形の「超磁力ソード」という剣を武器としていて、普段はマグネアームの中に収納している。必殺技は超磁力ソードの刀身からドラゴンを模したエネルギーを放つ「ドラゴンフェノメナン」、ハリケンバードと協力して放つ「フェニックスフェノメナン」、スーパーミクロマン時の「スーパードラゴンフェノメナン」、「秘剣昇竜返し（ひけんしょうりゅうがえし）」など、マグネパワーズの中で一番多くの必殺技を持ち、さらに植物と同調することで種の成長を促進させたり、自分の意のままに操ることができる。また、スーパーミクロマン時は超磁力アクセレーターの効果により、マグネパワーズ最速を誇る。レーザーミクロマンとなって以降は最もハイテク化されたマグネスーツを着用し、レッドジウムの光波を斬撃に乗せることが可能な斬馬刀形の「レイソニックブレード」と鳥型の偵察ロボットとしても使えるマグネシールドを装備。後に地球人の少女・池波はるか（いけなみ はるか）の心と共鳴し、チーム中最高クラスの俊敏さを持つニンジャイサムにフォームチェンジ可能となった。さらに「純真のベルト」を装着してシャイニングイサムにフォームチェンジ可能となった。シャイニングイサム時の装備はダイヤモンドを越える絶対硬度を誇り、振り下ろせば光真空波を放って空間をも捻じ曲げるシャイニングテクターの一つ・「シャイニングソード」で、破壊力こそシャイニングソードに劣るものの腕に装備可能で、装備時の機動性を格段に向上させるレーザーボーガン・「シャイニングボーガン」と大剣・「シャイニングダガー」に分離可能。
発展形：スーパーミクロマン・イザム、レーザーイサム、シャイニングイサム、ニンジャイサム
ウォルト
楽天家の陽気な戦士で大食い。マグネパワーで水を自在に操ることができ、戦場が深海でも戦闘能力が低下しない唯一のメンバー。この他、格闘能力も高い。レーザーミクロマンとなって以降は拳法を修得しており、戦闘能力を向上させている。訓練嫌いで普段は遊んでばかりいるが、ここ一番では抜群の勝負勘を見せる。
アニメ版ではエジソンを除く3人と共にデモン三幹部に捕獲され、脳改造を受けさせられそうになったが、命乞いをする芝居でエジソンに通信する隙を作った。
漫画版ではアニメ版に比べてより屈強そうな風貌をしており、パワーファイターとして描写されている。レッドパワーズ編ではアーサーに出会った当初は彼をリーダーと認めず、反発していたことが明かされた。
デザインモチーフは鷹や鷲、隼を思わせる猛禽類。モチーフに加えて玩具のパッケージではウォーターブーメランを背中に装着して飛行する姿が見られた。名前の由来はウォルト・ディズニーおよび水の英語読みであるウォーター（Water）から。
必殺技はマグネアームから激流を放つ「ウォーターホイッパー」や体を回転させてマグネアームから放水する「超磁力スピントルネード」、マグネアームから強力な渦を放ち、空に向けて撃つことで雨を降らせることも可能な「ストームシャワー」。スーパーミクロマン時ではマグネアームが変化した「ウォーターブーメラン」が武器で、これは一度に7人の敵を倒すことが可能。必殺技はウォーターホイッパーの強化版・「スーパーウォーターホイッパー」。レーザーミクロマンとなってからは巨石をも破壊するマシンガン・「ウォーターマグナム」と龍のレリーフがあしらわれたマグネシールドを装備し、マグネシールドは周囲に水のバリアを発生させたり、ジェット水流を噴出させて飛行するブーメランとしても使用可能。後に地球人の少年・浦沢大輔（うらさわ だいすけ）の心と共鳴してチーム一の狙撃の腕前を持ち、どんな環境でも狙撃が可能なスナイパーウォルトにフォームチェンジ可能となった。さらに「情熱のベルト」を装着することでシャイニングウォルトにフォームチェンジ可能となった。シャイニングウォルト時の装備はウォーター光線を発射し、1ミクロンの誤差もない命中精度を誇るシャイニングテクターの一つ・「シャイニングマグナム」で、1km先の5円玉の穴も貫通することが可能。また、威力は落ちるもののブースター部分を分離させて両足に装備し、飛行することも可能。
発展形：スーパーミクロマン・ウォルト、レーザーウォルト、シャイニングウォルト、スナイパーウォルト、ライダーウォルト
エジソン
学者肌の発明家でチームのブレーン。その一方で、現実主義者ゆえの少々口うるさく気難しい面も見せる。身体能力は低いため、メンバーの中では後方支援に回ることが多いが、射撃の名手でもある。様々なメカを開発、戦力強化の要として活躍した。
アニメ版での一人称は「僕」で、語尾に「〜である」「〜のだ」を付けて喋る。各メンバーの能力や必殺技、メカの解説に回ることが多く、緊急事態においてはその場にいたアクロイヤーCTたちに指示を出して働かせることも辞さない一面を見せた。最終決戦では劣勢に立たされたアーサーを救うために捨て身の攻撃を仕掛け、ジャイアントアクロイヤーに大きな損傷を与えた。15年後では地球を離れ新兵器の開発に力を注いでいた。その際の映像に映っていた新兵器はミクロボーイだった。
漫画版ではアニメ版と比べて若々しい外見とボサボサ髪が特徴の青年で、より戦闘が苦手であることが強調された。また、語尾はほぼ「なのだ」で統一されている。
デザインモチーフはカマキリで、名前の由来はトーマス・エジソンから。
武器はマグネパワーを電気に変換して攻撃する棒・「マグネスティック」や専用のビーム砲、および右腕に装備する小型砲。スーパーミクロマン時の装備はマグネアームが変化した、ハンマーをワイヤーで連結した形状の鞭・「エネルギーウィップ」で、必殺技はエネルギーウィップに電気を纏わせて攻撃する「超磁力エネルギーウィップ（ちょうじりょくエネルギーウィップ）」。レーザーミクロマンとなって以降の装備はあらゆるメカを修理・解体できる万能工作機・「マグネスタッグ」とレーダーとしても使える専用のマグネシールド。後に地球人の少年・江島智（えじま さとる）の心と共鳴し、チーム一ミクロトレーラーの操縦に長けるパイロットエジソンにフォームチェンジ可能となる。さらに「知性のベルト」を装着することでシャイニングエジソンにフォームチェンジ可能となり、この状態では高い操縦難度を誇るミクロロケットベースを楽に操縦できるほどのメカへの強さを有する。
発展形：スーパーミクロマン・エジソン、レーザーエジソン、シャイニングエジソン、パイロットエジソン
オーディーン
5人の中では最年長の戦士でチームのまとめ役。軍師としても一流で、アーサー不在時は主に彼が指揮を執る。平時にあって有事を忘れず、日夜鍛錬を欠かさない。チーム一の怪力と炎を操る能力を持つ。また、実は猫好きでもある。レーザーミクロマンとなって以降は「ミクロナイト」の称号を持つ。
アニメ版では年長者らしい思慮深さと優しさを併せ持つ性格だが、人生ゲームで年甲斐も無くはしゃいだり、成績が良ければケーキを買ってもらえると聞かされてアーサー以外のメンバーと共に耕平のカンニングに協力する、といった一面も描かれている。年長者のためか、子供たちの中で最も幼い裕太に懐かれており、デモン三幹部との決戦では裕太の心と共鳴してデモンブルーを倒した。また、親友に冷気を操る能力を持ち、ミクロアース最強の戦士と謳われたブリザーク（未商品化）がいたが、デモンブルーに洗脳された末、彼の自己犠牲という形で失っている。
漫画版ではマグネパワーズ結成以前にアーサーの上官を務めていた。「孤高の戦士」として描写されており、気難しく単独行動を好み口調も素っ気無い。また、顔の半分に大きな傷跡があるが、レッドパワーズ編まで素顔は劇中で描かれなかった。
デザインモチーフはジャガーでフルフェイス型。名前の由来は北欧神話の主神・オーディンから。
必殺技はマグネアームから放たれる火炎放射「タックルオブファイア」。また「シールドオブフレイム」という炎の盾を出すこともできる。スーパーミクロマン時は、マグネアームが変化した二丁拳銃に分離可能なキャノン砲・「コロナガン」から放たれるより強力な火炎放射「フレイムインパクト」。レーザーミクロマンとなって以降の装備は切っ先をマグマで覆って群がる敵を倒す槍・「マグネレオランス」と、炎の壁を作る一対の角を持った頭蓋骨の意匠がある楕円形のマグネシールド。なお、レッドキャリバーあるいはマグネスタッグと他3人の主装備およびマグネシールドは、それぞれ合体させてレーザーガンと大型マグネシールドにすることが可能。後に地球人の少女・沖田クリスティーン（おきた クリスティーン）の心と共鳴し、さらに磨かれた戦闘センスを持つコマンドオーディーンにフォームチェンジ可能となる。さらに「勇気のベルト」を装着することでシャイニングオーディーンにフォームチェンジ可能となった。シャイニングオーディーン時の武器は二つの鉤爪型のシャイニングテクターの一つ・「シャイニングクロー」で、一瞬冷たささえ感じるほどの高速のスピードで相手を切り裂く。また、合体させて光カマイタチを発射したり、両足に装着して反重力ブースターで浮遊できる。この状態では100メートルを3・96秒で駆け抜けることも可能。ヘルメットの口部分を開閉させ、相手に噛みつくことも可能。漫画版では「オーディーンクラッシュ」、スーパーミクロマン時の「コロナクラッシュ・バースト」などのオリジナル技を持つ。
発展形：スーパーミクロマン・オーディーン、レーザーオーディーン、シャイニングオーディーン、コマンドオーディーン
カーク
スパイヘリ付属のミクロマン。無口だがいつも笑顔を絶やさない。戦闘能力はアーサーたちより低いが、ヘリの操縦に関しては一番の腕前を誇る。なお、カーク以下後述のミクロマンたちは総じてアニメ未登場である（販促品としてクリアが存在）。
キース
ビートローダー付属のミクロマン。他人のサポートを第一に考えており、やや引っ込み思案な性格をしている。車輌の運転およびエンジニアとしては第一級の腕前を誇る。名前の由来はキース・リチャーズから（販促品としてクリアが存在）。
クラーク
ステルスヘリ付属のミクロマン。口ひげを生やした紳士風の顔をしているベテラン戦士。後方撹乱を得意とし、銀色のライフル・「マグネアサルトライフル」が武器。バリエーションはない。名前の由来はウィリアム・スミス・クラークから。
ケイン
ソニックバイク付属のミクロマン。クラークのパートナーを務める若手戦士。正面攻撃が得意で、金色のマシンガン・「マグネマシンガン」が武器。頭が長いためロボットマンには乗せられない。バリエーションはない。名前の由来はケイン・コスギから。
コナン
ミクロステーション付属のミクロマン。ミクロステーションの基地司令官を務め、規律に厳しく強い精神を持つ。優れたエンジニアとしての技術力と、優秀な戦闘指揮官の才能を持つ機動部隊の隊長。ミクロステーションの原型に家庭用ゲーム機を選んだ理由は、彼が子供の頃に使っていたコンピューターに似ていたため、親しみを感じたとのこと。アーサー同様、素顔の戦士。バリエーションはない。名前の由来はアーサー・コナン・ドイルから。
サイバー
Mr.グレイお付きのミクロマン。アーサー・コナン同様、素顔の戦士。バリエーションはない。
シャクネツ
アーサーの元教え子。5人のマグネパワーズに憧れを抱いており、彼らのサインを欲しがるミーハーな一面も。レッドパワーズでは地球方面部隊として活動している。コミック版では体育会系の青年でアーサーを敬愛している。イザムとオーディーンのことも尊敬しているが、ウォルトとエジソンのことはそれ程尊敬はしていない。アメリカのグループで活動していたが、アーデンダークに洗脳され、アーサーたちを誘き出すために利用される。最後は正気を取り戻した後、アーサーと共にダークを倒した。レッドパワーズ編では地球支部の司令官に昇進。レッドパワーズ誕生後は彼らのサポートに回る。必殺技はマグネアームから熱風を放つ「シャクネツトルネード」だが、未熟なためエネルギーの消耗が激しい。骸骨を模したアーメットは他に比べて耐熱性が強いため、シャクネツトルネード発動時のダメージを最小限に抑えることが可能。コミックボンボン誌上の読者考案ミクロマンで非売品。レッドパワーズブランドではレーザーシャクネツ、シャイニングシャクネツとして一般発売された。レッドジウムを移植されてレーザーシャクネツとなって以降は自身のパワーとレッドパワーをシンクロさせることにより、強力なエネルギーを発生させることが可能となった。レーザーシャクネツ時の装備はエジソンの物を除いたオレンジ色のマグネシールド四種。後にシャイニングシャクネツとなってアーサーたちの危機に立ち上がる。シャイニングシャクネツ時の装備はオレンジ色のパーフェクトシャイニングテクター。
発展形：レーザーシャクネツ、シャイニングシャクネツ
スーパーサタケ
ミクロマンのコレクターとしても知られる空手家の佐竹雅昭をキャラクターとしたミクロマン。設定では科学者・佐竹博士としての一面も持つ佐竹が自らの細胞を組み込んだクローンミクロマンで、ミクロジウムに勝るとも劣らない「カラテジウム」をエネルギーとする。フィギュアコレクションが趣味。センサーで敵の行動を予測し、光速攻撃をかけることが可能。武器は「ミクロヌンチャクK」。後にレッドパワーズでもカラテジウムを強化した「レッドカラテジウム」を移植され、佐竹博士の心と共鳴して最大のパワーを発揮する「レーザーサタケ」としてリリースされた。レーザーサタケ時の武器は「ブラスターヌンチャク」とエジソンの装備を除くアーサーたちの各装備の色違いで、必殺技はブラスターヌンチャクを右手で振り回すことで高熱のプラスエネルギーを発生させて相手を焼き焦がす「灼熱演舞（しゃくねつえんぶ）」、ブラスターヌンチャクを左手で振り回すことで冷気を纏ったマイナスエネルギーを発生させて相手を凍らせる「氷河演舞（ひょうがえんぶ）」、ブラスターヌンチャクの左右をクロスさせることでアクロイヤーの苦手とするミクロイオンを発生させて放つ光線「クロスビーム」、全ての太陽エネルギーを取り込んで胸のレッドカラテジウムから発射するエネルギー弾「太陽落とし（たいようおとし）」。
発展形：レーザーサタケ
ゼット
アーサーの実兄で「マスターミクロマン」と呼ばれるミクロマン。ゴールドコーティングの施されたゴールドアーメットを着用。あらゆる武器の扱いに長け、エジソン以外のレッドパワーズ4人の主装備およびマグネシールドと、それぞれ他四種と合体させてレーザーガンと大型マグネシールドにすることが可能な剣と西洋風のマグネシールドを装備。技術力も高く、アクロイヤーに対抗すべくミクロボーイのプロトタイプを制作したのは彼である。ソロモンと共にレッドジウムより強力な「レッドジウムプライム」を探索していたが、アーサーたちが不在の地球を守るため地球に向かった。後にソードパープルでアクロイヤーに突撃してアーサーの危機を救い、それと引き換えに重傷を負うも、耕平の手でシャイニングゼットとして復活した。シャイニングゼット時の装備は紫のパーフェクトシャイニングテクター。レッドパワーズから登場。レーザーとシャイニングのバリエーションがあり、レーザーゼットはレーザーゼットアーサーの仕様変更品。
発展形：シャイニングゼット
ソロモン
ゼットと同じマスターミクロマンと呼ばれるミクロマンで、銀河評議会の一員。「古代磁空流格闘術（こだいじくうりゅうかくとうじゅつ）」奥義の伝承者でもある。ミクロアース24崩壊後は宇宙を放浪しつつレッドジウムを探索していた。ゼットが地球に向かった後、アクロイヤーとのレッドジウムプライム争奪戦の末にレッドジウムプライムを発見したが、それを知ったアクロイヤーにレッドジウムプライムを奪われないように自身にそれを移植した。元々レッドジウムは数が限られていたが、彼によるレッドジウム解析の結果、よりパワーアップした「ネオレッドジウム」が生産可能となった。装備はそれぞれ赤色をしたアーサー以外のレッドパワーズ4人の主装備およびレッドパワーズ5人のマグネシールドの色違い。後にシャイニングソロモンとなり、アーサーたちのピンチに駆けつける。シャイニングソロモン時の装備は青色のパーフェクトシャイニングテクター。レッドパワーズから登場。レーザーとシャイニングのバリエーションあり。名前の由来はソロモン王から。
発展形：シャイニングソロモン
ダーク
レーザーゼットの仕様変更品。ミクロマン・アクロイヤーどちらにも属さないミクロマンで、アーサーの能力を忠実にコピーしている。顔にはマスターミクロマンと同様ゴールドコーティングが施されており、それぞれゼットと同形で灰色の剣・「ダークキャリバー」とマグネシールドを装備。レッドパワーズから登場。レーザーとパワー（限定）、シャイニング（限定）というバリエーションがある。シャイニングダーク時の装備は黄色のパーフェクトシャイニングテクター。漫画版では大人になり、アクロイヤーに洗脳されてダークKとなった耕平が自身を基に作り出したサイボーグ。そのために一時期ダークはアクロイヤー側のミクロマンとして活動していたが、ダークは耕平の心も受け継いでいたため、子供を傷つけることができず、アクロイヤーの裏切りでダークKの爆弾が起動した際は、自らの危険を顧みず爆弾を外し、子供たちを守った。その後はミクロマンと共闘しながらも、アクロイヤーと一人で戦い続ける日々を送る。
発展系：パワーダーク、シャイニングダーク

### ミクロマンチェンジトルーパーズ
マグネパワーズのサポーター。サイズはマグネパワーズと同じだが身体そのものを変形させることのできるメカ生命体のミクロマン・チェンジトルーパーズ（以下CT）で、宇宙を旅する内に自分たちの体を機械化させた存在。大型の磁石接合部を一つ持ち、ロボットマン・アクロボットマン・ジャイアントアクロイヤーの武器ユニットにもなる。ミクロマンたちを乗せることも可能。アニメ・漫画版共に少し遅れて地球に到着し、アーサーたちと合流。共にアクロイヤーと戦う。アニメでは通常はパトロールに勤しんでいるため、耕平の家には住んでおらず必要に応じて現れる。漫画版では普段どこにいるかは言及されていない。以下ミクロマンCT。
元々はミクロマンとは別の商品ラインで発売される予定だった（ロボットマン・アクロイヤーCT・各種ゼンマインも同様）。
ドリルジョー
ドリル戦車に変形するやや無口だが質実剛健なCTのリーダーで、アーサーのパートナー。手持ち武器は巨大ドリル・「クラッシャードリル」。胴体部のドリル・「スピニングドリル」は小さな竜巻を起こすことも可能。
トマホーク
トマホークマシンに変形するおっちょこちょいなお調子者で、関西弁で話すオーディーンのパートナー。手持ち武器は大斧・「ブロウクントマホーク」。必殺技は背中に装備したブロウクントマホークを敵に向かって発射する「トマホークボンバー」。
ホバージャック
ホバーマシンに変形する無口かつ真面目な存在で、イザムのパートナー。手持ち武器はローター形電動ノコギリ・「デンジャラスローター」。
スピンリー
スピンリーバイクに変形する自然を愛するクールガイで、エジソンのパートナー。「大車輪拳法（だいしゃりんけんぽう）」の使い手で、手持ち武器は車輪形チェーンソー・「バーニングホィール」。アニメ版の設定では、田舎出身の元暴走族らしい。
ボンバーヘッド
ボンバーマシンに変形し、規律にうるさい反面お喋りで過激な性格をしたウォルトのパートナー。手持ち武器はガトリング砲「ガトリングランチャー」で、胴体にもミサイルポッドが仕込まれている。ミサイルは彼の意志で自在に飛ぶ。

### マグネタイタンズ
旧シリーズのタイタンにあたるキャラクター（以下MT）。ミクロアース出身ながら、ミクロマンともアクロイヤーとも別行動を取る宇宙海賊。各関節が磁石関節になっており、CT同様ロボットマンの武器にもなるメカ生命体。主にミクロジウムの売買で生計を立てている。アニメではイザムと彼の幼少時に出会っており、漫画版ではオーディーンと共に戦ったことがあった。
ガンボディ
大型マグネガンをボディとするMTで、リーダー格。「物は盗っても命は取らない」がポリシーの正統派な宇宙海賊で、優れた分析力と百発百中を売りとしているが、射撃精度にはややムラがある。他の2人共々女性には弱く、ミクロジウムの取引に対してがめつい面を見せる。最初はアクロイヤーに宇宙船が不時着しそうになった所を救われた際、ミクロマンは悪人であると吹き込まれたため、アクロイヤーの作戦に加担した折にイザムとの因縁もあり彼らと敵対したが、ジェットモグラーと共にアーサーたちとデモンレッドの会話を聞いて真実を知ったため離反。麻美や耕平たちの叱責もあってその時の事件以降和解し、時折対立しつつも基本的には協力するようになった。漫画版ではオーディーンのライバル的存在として描かれている。
ジェットモグラー
大型ドリルをボディとするMTで、大胆な性格の若手戦士。ドリルタンクに変形可能で、右腕がクローになっている。体にはかつて敵に捕らえられた際に体に繋がれた鎖がぶら下がっている。語尾の「〜ッス!」が口癖。
レザーマスター
チェーンソーと回転ノコギリをボディとするMTで、破壊を好む。イザムとの因縁が深い。左手も回転ノコギリであり、右手はアーム状になっている。

### マグネアニマル
ミクロマンたちのサポートメカ。動物型の外見通り優れた動物的勘や察知能力を持ち、大型の磁力接合部を持っている（ハリケンバードは五か所、マグネジャガー・マグネクーガーは二か所）。アニメではアーサーたちが地球にやって来た際、アクロイヤーの本拠地を探るために地球上で探索を続けていた。加えて、デモンブルーの宇宙催眠術が通用しないという特性を持つ。また、アーサーたちが新しい基地に引っ越した時、アーサーに連絡を忘れられていたために、その後の登場では古い基地のあった耕平宅に来て初めて引っ越したことを知った。
ハリケンバード
鳥型マグネアニマル。専用のミサイルポッドを装備可能。アニメではロボットマンディーンと他の2体と共に合体。両腕と背中に合体し、スピードを強化された形態となった。また、マグネアニマルの中では唯一ロボットマンエースとは合体しなかった。
マグネジャガー、マグネクーガー
猛獣型マグネアニマルで、それぞれジャガーとヤマネコをモチーフにしている。マグネジャガーは後脚にミサイルを、マグネクーガーは後脚にディスクミサイルをそれぞれ装備。2体同士で合体することも可能。玩具では2体セットで発売された。共にロボットマンエース及びディーンの両足に合体。エースは自分たちのエネルギーでエースを動かすために、ディーンとの合体はスピード強化形態となった。
マグネガルーダ
ハリケンバードが四肢を組み替えて胴体と両腕を形成し、マグネジャガー・マグネクーガーが合体してそれぞれ左足と右足を形成して完成する形態。アニメ・コミックには未登場。名称はコミックボンボンの記事より。

### ゼンマイン
プルバックゼンマイで動く変形ビークル（ロボット形態では、足をシャカシャカ動かしての2足歩行が可能）。アニメではエジソンが発明し、ミクロマンのサポートマシンとして活躍。主に探索やメカの修理を行う。頭部と腕パーツは体から分離し、合体させてミクロマン・アクロイヤーのバックパックとして装備可能。また、大型の磁石接合部を一つ持ち、ビークルモードではロボットマン・アクロボットマン・ジャイアントアクロイヤーの武器ユニットにもなる。いくつかのエピソードにおいて活躍したものの、出番はさほど多くなかった。漫画版では未登場。
ケロチャージ
カエル型水中用ゼンマイン。両腕の水鉄砲が武器。
モグランチャ
モグラ型地中用ゼンマイン。両腕の小型探査機としても使用可能なドリルが武器。
カマクロー
カマキリ型森林用ゼンマイン。両腕の振動によってカマイタチを発生させることも可能な鎌が武器。頭部と鎌は組み合わせることで飛行ユニット・「カッターウイング」となる。

### ロボットマン
エースからクロスまでおよびゴーストは、超ミクロジウムと地球の物質が融合して誕生した超ロボット。ミクロジウムをエネルギー源としているが、燃費が悪いため活動時間が制限されている。融合した物質により3種類の意思を持ったロボットマンが存在する。それぞれ頭部やオプションパーツが異なる。磁石関節を持ち、CTやMTと合体可能。専用武器の他にも、近接戦闘用の「ブースターソード」・高い威力を誇る「ターボキャノン」・防御や救助に使用できる「パワークロー」という装備を持つ。ディーンとエンデバーは搭乗型の意志を持たないロボットマンであり、5台のビークルが合体するタイプ。名前の頭文字を繋げるとアルファベットのA,B,C,D,E,Gとなる。
エース
ケイ素と融合した赤いロボットマン。主に接近戦での攻防に力を発揮する。アーサーとの相性が良い。初期の3体のロボットマンの中では最も戦闘力が高い。専用武器はミサイルの要領で先端が発射されるチェーン付きハンマー・「ハンマーミサイル」で、額からはビームを発射可能。バロン・クロスとの合体技として、3体の力を合わせて強烈な破壊光線を発射する「超磁力ビーム（ちょうじりょくビーム）」を持つ。
アニメでは第11話において3体のロボットマンの中で最初に復活したが、その直後に行ったアクロボットマンとの戦闘後、アクロモンスターに分離させて封印するも、自身のマグネパワーを使い果たして行動不能となる。その後、最初に封印が解けたイグナイトを相手に、一時的にマグネジャガー、マグネクーガーが両足に合体し、そのエネルギーを送り込むことで行動可能にはなったが、エース本来のエネルギーには足りず、ついに完全復活には至らなかった。クロス・バロンと共に戦線離脱し、その後は共に離脱したチェンジトルーパーズは最終決戦に駆けつけたが、ロボットマンたちだけ、戦線離脱後はディーンへ託されたデータとして登場するのみとなった。
単独のバリエーションとして、トイザらス限定で販売されたクリアーロボットマンエースが発売された。ゴースト（後述）の技術が一部導入されており、ハンマーミサイルと標準装備も全てクリアーで抜かれている。
発展形：クリアーロボットマンエース
ロボットマンパワード
エースの背中と両足にスパイヘリとビートローダーがそれぞれ合体した形態。名称は当時のムック本から。
バロン
重金属と融合した黒いロボットマン。3体の中では最もパワーが強い反面、動きが鈍い。エジソンとオーディーンとの相性が良い。専用武器は発射機能を持った巨大な拳・「ロケットパンチ」。レッドパワーズ編ではジギルスとハイドルに強奪後、操られるが、ミクロジウムを破壊されることで奪還された。
玩具では両方の拳が付属していたが、発射装置は1個だった。
アニメではクロスと同時に復活。復活したイグナイトに苦戦するアーサーたちを救うべく、耕平たちの呼び掛けに応えて現れた。当初はミクロジウムが外れていたため、稼働できなかった。
クロス
水素・酸素と融合した青いロボットマン。運動性能が高い反面パワーは低め。エネルギー値が高く3体の中では最も長時間の作戦行動が可能。センサーが強化されており索敵能力が高いため、長距離からの砲撃戦で真価を発揮する。イザムとウォルトとの相性が良い。専用武器は対象に突き刺さると爆発する「ボーガンミサイル」。アニメではバロンと同時に復活。バロンのミクロジウムもろともマグマに落ちそうになった耕平を救い出し、起動したバロンと共にイグナイトを圧倒した。
ディーン
ジェット機型メカ1機と2機の砲台型メカ、1機のバイク型メカと1機のホバーマシン型メカが合体する。
アニメではアーサーが主に搭乗。機動性と格闘能力に優れ、「マグネフュージョン」によってパイロットとなったミクロマンの必殺技を増幅して撃ち出すことができる。装備は両肩に装備可能なマシンガンと背中に取り付けられる盾、左腕のキャノン砲と右爪先の二連バルカン砲。必殺技は、アーサー搭乗時の強烈なパンチを繰り出す「超磁力スーパーブレイク（ちょうじりょくスーパーブレイク）」およびキャノン砲から強力なビームを発射する「超磁力ディーンブラスター（ちょうじりょくディーンブラスター）」、イザム搭乗時のキャノン砲からドラゴン型エネルギーを放つ「ディーンドラゴンフェノメナン」、ウォルト搭乗時のキャノン砲から水流を放つ「超磁力ディーンホイッパー（ちょうじりょくディーンホイッパー）」、オーディーン搭乗時のキャノン砲から強力な火炎を放射する「超磁力ディーンインパクト（ちょうじりょくディーンインパクト）」。他にもジャイアントアクロイヤー登場以後、旧ロボットマンの武器や、マグネアニマル・マグネタイタンズ・チェンジトルーパーズと合体して様々なパワーアップをした。劇中ではエジソンだけは搭乗したことが無い。精神感応システムが搭載されていて動かすには原則的にマグネパワーが必要。操縦難度が高く、機体性能を最大限に引き出せるのはアーサーのみであるため、事実上、彼の専用機となっている（ただし、各種必殺技を放つ際にはアーサー・エジソン以外のマグネパワーズも搭乗している）。第39話でイザムが搭乗した際は振り回されていた。スタイルは旧シリーズのミクロロボットvにインスパイアされている。
ディーンジェット
前面に一対のビーム砲を装備したジェット機型メカ。上半身を構成する。ジェット以下5台のメカはミクロマンを乗せることが可能。
ディーンブラスター
長大な砲身を持つキャノン砲台型メカ。右腕を構成する。
ディーンキャノン
砲門の下部左右にバルカン砲を持つキャノン砲台型メカ。左腕を構成する。
ディーンバイク
後部に二連バルカン砲を装備したバイク型メカ。右足を構成する。
ディーンスピーダー
左右にマシンガンを装備したホバーマシン型メカ。左足を構成する。
エンデバー
3台の作業機械型メカと1台の砲台型メカ、1機の戦車型メカが合体する。重武装を施された無骨なデザインが特徴。玩具設定では対ジャイアントアクロイヤー用として最初に開発されたことになっている。
アニメではディーンの支援機として開発された。火力と装甲に秀でている。装備は左腕のクレーンと右腕の二連キャノン砲、両肩に仕込まれた二連バルカンとそれを押し上げることで展開する一対のビームキャノン。クレーンのフックを相手の体に引っかけ、電撃を流すことも可能。ディーンと違い精神感応システムは搭載しておらず、誰が搭乗しても基本能力は変わらない。初陣でウォルトが搭乗した。搭乗者はアーサーを除く4人が作戦に応じて交替で操縦していた。スタイルは旧シリーズのミクロロボット7およびサーベイヤー1にインスパイアされている。

エンデバーモービル
前面に一対のビームキャノンを装備した重機型メカ。胴体を構成する。他のマシンのパーツと組み合わせることで、人間寄りのシルエットを持つ「パワードローダー」にすることも可能。モービル以下5台のメカはミクロマンを乗せることが可能。
エンデバーバズーカ
左右に三連バルカン砲を装備した二連キャノン砲台型メカ。右腕を構成する。
エンデバークレーン
上部にクレーンを装備した作業機械型メカ。左腕を構成する。
エンデバードーザー
ブルドーザー型メカ。パーツを組み替えてフォークリフト型の「パワーリフター」にすることも可能。右足を構成する。
エンデバータンク
正面に主砲を備えた戦車型メカ。パーツを組み替えてバケットを装備した「パワードタンク」にすることも可能。左足を構成する。
スーパーロボットマン
ディーンの手足パーツをエンデバーの手足と交換することで完成する最強合体。アニメではディーンのパワーアップ案として最初に考案されていたが、パワーが暴発する危険性が高いため、当初は合体不可能と否定されていた（実は設計当初から二体を合体させることは織り込み済みであったが、合体機能を封印されていた）。最終決戦時に封印を解かれ、その姿を見せた。地球最後の切り札としてアンゴルモアの憑依したジャイアントアクロイヤーとも互角に戦ったが、最後は大破してその役目を終えた。玩具ではディーンとエンデバーの全パーツを合体させることも可能。成型色を変えたセット販売がトイザらス限定で行われた。
ゴースト
酸素と融合したクリアホワイトのロボットマン。エースのクリアホワイトバージョンで、ハンマーミサイルと標準装備も全てクリアホワイトで抜かれている。テレビマガジン主催の「ボクロボコンテスト」やコミックボンボンの単行本の抽選、TVアニメのキャンペーンや小売店単位の抽選で景品として配布された。アニメ未登場。

## アクロイヤー

### アクロイヤー・デモンシリーズ
ニューミクロマン以降の設定から、悪の異星人として登場。アクロ大帝・アンゴルモアに率いられてミクロアースを崩壊させた後は、地球支配に向けて活動を開始した。アクロイヤー側の構成員・戦力はジャイアントアクロイヤーを除き、総じて有機的な意匠を有する（アニメ版で罠として送った設定のミクロマン・キットも同様）。スタイルは旧シリーズのアクロイヤーにインスパイアされたデザインになっている。胸・両足・左手に磁石を内蔵。右手の鉄球状の部分からはBB弾を撃てる。ミクロマン同様地球の食品・飲料を飲食可能（後述のアーデンも同様）。レッド・ブルー・グリーンの3人はデモン三幹部と呼ばれ、総じて他の幹部同士とは反りが合わないが、後述の復活時には打って変わって息の合った連携を見せていた。漫画版・アニメ版両方で全滅するが、アニメ版では一時的に復活（そもそも死亡していなかった）し、相手の攻撃を受けた際に生じる爆発のエネルギーを利用して亜空間へテレポートし、少し過去へ飛んでから実体化することでダメージを回復する「ボンバーテレポート」や、3人の力を合わせて強固なバリヤーを張る「デモンハイパーシールド」という新技を編み出し、ジャイアントアクロイヤーを駆ってミクロマンにリベンジを挑んだ。最後は全員ディーンに交代で搭乗したアーサーたちに連続して実体化の隙を突かれて攻撃され、実体化が間に合わずに亜空間に吹き飛ばされて実体化不可能となったが、3人とも一応は生存している。漫画版では度々ゴーグルに目が描かれることがあった（アーデンも同様）。ちなみに、アニメ版ではテレポートする際のエフェクトが、三人でそれぞれ異なる。
デモン三幹部はバリエーションとして、劇場版公開時の限定販売品であるメッキ版（通常版で黒い部分・銀メッキの部分がそれぞれのパーソナルカラーのメッキに、逆にパーソナルカラーの部分はクリアブラックで成形）が存在する。
デモンレッド
アクロイヤーのリーダーで、地球侵略総司令官を務める。プライドが高く短気かつ凶暴な野心家で、他者の失敗を許さない。その一方、まっすぐで正々堂々とした一面も持つ。デモン三幹部中特に他の幹部を軽視しており、アーサーには強烈なライバル心を抱いている。必殺技は右手から火球を放つ「火炎アクロボール（かえんアクロボール）」で、左手からはワイヤーを射出し、残像が発生するほどの素早い動きで敵の攻撃を回避する。
アニメでは主に機械類を用いて混乱を起こす作戦を得意とする。また、玄米茶を好み、新聞の星占いのチェックは欠かさないというお茶目な一面を見せていた。乙女座らしい。コブラージからは陰で「オヤジ」呼ばわりされている。コブラージの間抜けなノリに度々キレており、声を荒らげては暴力的なツッコミを入れている。失敗が続いたためアンゴルモアに最後通告され（アンゴルモアの派遣したファイバーンおよび、アクロモンスター全種を倒されたことが止めとなった）、他の2人共々24時間のタイムリミット付きの爆破装置を取り付けられる。一旦は計略でアーサー・イザム・ウォルト・オーディーン・ドリルジョーを捕らえるが形勢逆転される。激闘の末耕平の心と共鳴したアーサーに敗れ、他の2人共々倒された。後に爆破装置を仕込まれた状態で倒されたにもかかわらず、全員生きていたことが判明。前述の技・ボンバーテレポートを編み出し、ミクロマンを苦しめた。
漫画版では玩具・アニメ版と異なり卑劣な一面があり、「流血将軍（りゅうけつしょうぐん）」の異名を持つ。耕平を人質に取ってアーサーを追い詰めるも、最期はアーサーの超磁力マグネブラスト（超磁力マグネブラスターとはやや異なる漫画版オリジナル技）を受けて倒された。
デモンブルー
打倒ミクロマンの意識が強いアクロイヤーで、時折アクロイヤー全体の目的を見失うことも。必殺技は右手から冷気の弾丸を放つ「冷凍アクロボール（れいとうアクロボール）」。
アニメ版ではクールで慇懃無礼な性格。宇宙催眠術を使い、大勢の人間や無生物を意のままに操ることができる。また、地球の文化に詳しい。シェーやコマネチといった古典的ギャグも知っており、操った子供たちにそれらをさせる愛嬌も見せた（その様子はオーディーンもずっこけたほど）。最後は祐太の心と共鳴したオーディーンに敗れるが、後に生きていたことが判明。再び宇宙催眠術で人々を操っていた。
漫画版では凶暴ながら知性派で、「冷血将軍（れいけつしょうぐん）」の異名を持つ。自身の計略でアーサーを仲間から引き離し、一度は倒すことに成功している。最期は超磁力アクセレーターを装着したアーサーの超磁力マグネブラスターで倒された。
デモングリーン
強欲かつ卑劣な性格のアクロイヤーで、宝石や金品を好むナルシスト。必殺技は右手から毒液を放つ「猛毒アクロボール（もうどくアクロボール）」。
アニメ版では一人称が「あたし」（ただし、初期の一人称は「僕」）のオカマキャラで、自らの手を極力下さずに作戦を遂行する傾向がある。ジゴクピンチの作ったアクロキャットを「キュート」と言ったり、活躍ぶりを見て「ギャラは一緒にしないと気の毒ね」などといったボケをかましたりしていた。麻美の心と共鳴したイザムに倒されるも、後に復活。二度目の敗北後は亜空間にて脱出方法を思案するデモンブルーに対し「しばらくここで休暇を取った方がいいと思う」と暢気なことを言っていた。
漫画版では物静かな性格で、丁寧な口調で話す。日本以外の国で活動していた。デモンブルーのフェニックス作戦に協力するが、デモンブルーがアーサーに倒されたことを口実（フレイムいわく「デモンブルーを見捨てた」）に、アーデンフレイムによって体にアンドロイド爆弾の起爆装置を埋め込まれ、捨て駒にされる。この爆弾はデモングリーンが死ぬか時間が来れば爆発する、というもので、アーサーからは「そんな仕打ちをされてまで、死にに来たのか?」と問われるが、「たとえどんな仕打ちだろうと、せめて最後は戦って死にたい」と襲い掛かる。最期は自身へ情をかけたアーサーに対し甘さを指摘して、彼を道づれにすべく自害した。
アクロイヤー3人衆メタリックスペシャル
劇場版アニメポスターと同柄のジグソーパズルのオマケとして付属。各部がメタリックカラーで塗装されている。
デモンイエロー
小売店単位で開催されたボクロボコンテストの景品として、後述のピンク・パープルと共に限定配布された。未発売に終わったゲームボーイ版では、ボスの一人として登場が予定されていた。イエロー以下のデモンシリーズはアニメ未登場。
デモンピンク
イエロー・パープルと同じく小売店単位で開催されたボクロボコンテストの景品として配布された。
デモンパープル
イエロー・ピンクと同じく小売店単位で開催されたボクロボコンテストの景品として配布された。
デモンブラック
おもちゃショーのプレス入場日に後述のクリアーと共に配布され、後にジャスコのキャンペーンにおいて抽選で配布された。
デモンクリアー
ブラックと同じくおもちゃショーのプレス入場日に配布され、後にジャスコのキャンペーンにおいて抽選で配布された。

### アクロイヤー・アーデンシリーズ
名前はアーデンだが、旧シリーズのアクロイヤー2にインスパイアされたデザインである。アクロイヤーとギミックはほぼ変わらずBB弾も発射可能だが、左手に専用剣・「アーデンカッター」を持つことや、バイク状の高速移動形態・「アーデンバイク」に変形することも可能となっている。背中のウイング部分は分離させてミクロマンや他のアクロイヤーに装備させることも可能。パープル・ダーク・フレイムの3人はアーデン三将軍と呼ばれ、過去にいくつもの惑星を単体で滅ぼしている。アニメ版ではアンゴルモアの言いなりにされていることに不満を感じており、最終決戦の際に反旗を翻したが、力及ばず逆に全員処刑されてしまった。（デモン三幹部に比べると多少）部下に寛容で、仲間意識もあり3人が対立することは少なかった。
アーデンパープル
若干のムラがあるものの優れた予言能力を持ち、「暗黒の予言者」・「紫の絶望」という異名を持つが、実際は自ら手段を選ばずに的中させるための行動をとっている。幻覚を操る能力を持つ。玩具の設定では彼らに性別は無いが、アニメおよび漫画版では完全に女性として描かれている。
アニメでは占い師風の清楚な美少女の人間態を持つ。時折語尾に「ぴょん」を付ける愛嬌も見せた。本人はアクロイヤーの姿よりも人間態の方が気に入っているらしく、テレビ出演もしている。部下の1人からストーカーまがいのことをされており、麻美も少し同情していた。本人いわくクッキーは嫌いとのこと。アクロイヤー態も、他の2人に比べると細身で女性的な体型になっている。消滅する際は人間態に変化しつつ、アーデンフレイムに向けて手を伸ばしその名を呼んでおり、フレイムもその死に様には激昂していた。
漫画版ではボンデージ衣装のセクシーな女性の姿をした人間態を持ち、「アクロイヤーの魔女」と呼ばれていた。性格もアニメ以上にサディスティックになっている。アーサーたちを自らの幻覚の中に引きずり込んで倒そうとするが、アーサーが解放されたことで形勢逆転され、片腕を吹き飛ばされて退却。最終決戦時には、地球の対アクロイヤー会議にフレイムとともに乗り込む（腕は再生していた）。その後、吹き飛ばされてきたダークの爆発に巻き込まれ、大ダメージを負う（ダークはその際に爆散、死亡）。フレイムの最終作戦を実行させるため、重傷を負った状態ながらミクロマンたちの前に立ち塞がるも、彼らの総攻撃の前に敗れた。
アーデンダーク
「暗黒の破壊者」・「暗黒の支配者」という異名にふさわしく、力押しが得意。自身も力こそが全てと信じる。その一方、敵であっても強さを認めた相手には敬意を払うという、武人らしい一面もある。
アニメ版では武人風の人間態を持つが、その姿を見せたのは一度だけである。その反面で作戦名に拘るなどある程度の遊び心を持ち、どこかコミカルな一面も持っている。登場初期は口調が特徴的なものだったが、途中から普通の口調になっている。一回だけアーデンパープルの「ぴょん」をマネたことがある。また、グレイのUFOに填まって抜けなくなり、そのまま宇宙に飛んで行ってしまったこともある。三将軍では最初にアンゴルモアに消滅させられた。
漫画版では語尾に「〜ぜよ」を付けるなど、特徴的な口調になっている。圧倒的な戦闘力を持つが、策略も用いる。シャクネツを利用してアーサーたちを倒そうとするが、正気に戻ったシャクネツとアーサーたちに倒される。
アーデンフレイム
「暗黒のエリート」・「炎の将軍」という異名を持つアクロイヤーきっての知性派で、偏差値100の頭脳を鼻にかけて他の二人を見下すことも。アーデン三幹部のリーダー格。
アニメ版では一人称は「ボク」で、基本的に穏やかな口調で話す。戦いよりも食事を優先するとぼけた性格で、読書が趣味。その一方で、アクロ戦闘兵を捨て駒として使う非情な一面を見せた。また、ロボットマンのミクロジウムに取り付いて操る能力と巨大な戦闘形態を持った3羽の小鳥・電子鳥（でんしちょう）を連れていた。人間態は金髪の美青年で、ミクロマンとの戦闘で負傷しそうになった人間態のアーデンパープルを助ける時などにこの姿で現れたが、その際はラブロマンス的な雰囲気を醸し出していた。最終決戦時には暗黒惑星メデューサを失ったアンゴルモアをただのエネルギーと言い放ち、自身が宇宙の支配者となるという野望を明かしてミクロマンに戦いを挑む。しかしアンゴルモアの力の前には手も足も出ず、自分たちが「アンゴルモアが地球という新たな肉体を得るための駒」に過ぎなかったことを知らされ、自身がアンゴルモアの力を見損なっていた事に絶望しながら消滅した。
漫画版ではアクロイヤーの最高司令官という設定となっている。アニメよりも冷酷で攻撃的な性格。他のアーデンが倒された後も、満身創痍ながらも生き残り、アーサーたちに追い詰められた際には時間移動を可能とする「クロノゲート」に飛び込み、人類の歴史を改竄しようと目論んだ。レッドパワーズ編にて最期はアーサーに倒されたと語られている。
アーデンクール
'99年夏のコミックボンボンキャラクターフェスティバルにて限定販売された。アニメには未登場。未発売に終わったゲームボーイ版では、デモンイエローと同じくボスの一人として登場が予定されており、コミックボンボンの記事では「ミスター絶対零度」というキャッチコピーが付けられていた。なお、当時の記事によると彼は科学者であるらしい。

### 総統アクロイヤー
アクロイヤーの総統・ゼノンとその息子・総統アクロイヤーの分離した2人、ゼノンのコピー・シャドウの総称。総じて背中にアノマロカリスを思わせる有機的なエネルギーパックを備えている。
凶血総統ゼノン（きょうけつそうとうゼノン）
宇宙でも恐れられたアクロイヤーの総統。ジギルスとハイドルの父で、能力では彼らを大きく上回る。マスターミクロマンとは何度も争っているがなかなか決着がつかずにいた。旧シリーズの総統アクロイヤーとは大きくデザインが異なる。シャイニングテクター版ミクロマンおよびミクロロケットベース付属の説明書に書かれた漫画にのみ登場しており、コミックボンボンの漫画版では未登場。
吸血総統シャドウ（きゅうけつそうとうシャドウ）
ゼノンが自らの能力をコピーしたマシンアクロイヤー。ゼノンの命令であれば即座に自爆さえして見せるが、他の者の命令では指一本動かさない。ゼノンと同色のエネルギーパックを背中に付けており、両腕にミサイルを装備。設定上は量産型とも取れるが、漫画版では1体しか登場していない。
冷血総統ジギルス（れいけつそうとうジギルス）
ビートルーパーズとの戦いに破れ、身体を左右に両断された総統アクロイヤー（ゼノンの子）の右半身がレッドジウムの力により新たな人格を得て蘇った姿。残忍な性格の知性派。左腕にミサイルを装備し、右半身は青い。名前の由来は「ジキル博士とハイド氏」の主人公であるヘンリー・ジキル博士から。
流血総統ハイドル（りゅうけつそうとうハイドル）
ジギルス同様、総統アクロイヤーの左半身がレッドジウムの力で蘇った姿。獰猛な性格で、左半身は返り血で真っ赤に染まっている。右腕にミサイルを装備。名前の由来は「ジキル博士とハイド氏」に登場するジキル博士の別人格であるエドワード・ハイド氏から。

### アクロイヤーチェンジトルーパーズ
アクロイヤー側に所属するCTで、ミクロマンCT同様大型の磁石接合部を一つ持っている。アクロイヤー幹部の部下としてアクロ戦闘兵（-せんとうへい）（フイギュアではなく、ミクロトレーラーのパッケージを切り抜いて作る作戦ゲーム用の的が作られたのみで、デザインも新型となっている）を率いて悪事を行ったり、幹部のサポートをする。しかしアニメ・漫画版共、基本はドジで愛嬌のある憎めない悪役として描かれている。特にアニメではほぼアクロイヤー側のギャグ担当であり、耕平たちにまで「3バカ」呼ばわりされている上にアーデンパープルには「来週の燃えないゴミの日にポイしてしまいましょう」とまで言われている。アクロイヤー内での分類は中間管理職に当たる「幹部戦闘員」で、他にはファイバーン・ゲル・シェル・デス・キラー・アクロマッハ・グレイ星を襲った名称不明の兵士（いずれも未商品化）がこれに当たる。以下アクロイヤーCT。
胸部にのみ磁石接合部を持ち、全員モンスターモードでは変形前の二倍のパワーを持つ。彼らは「変態」の掛け声と共にモンスターモードに変形するが、劇中で掛け声を言っていたのはほとんどコブラージのみであった。また、彼らは共通して人類の支配には興味がない。アニメ版では3人ともバイザーの部分に両目が描かれている。
コブラージ
コブラ型モンスターに変形するアクロイヤーCTで、お調子者でどこか抜けているデモンレッドの部下。アクロイヤーの戦闘隊長を務める。デモン三幹部が倒された後はアーデンパープルの部下となる。手持ち武器はコブラの頭部形をした伸縮自在の「ポイズンバイト」で、牙には猛毒が仕込まれている。モンスターモードでは舌を伸縮させて敵を絡め取る。
アニメでは一度だけ、チェーンスパイダーや大勢のアクロ戦闘兵と組み体操の要領で肩車などをした状態で服を着用し、人間の科学者に変装している。また、一度だけアーデンフレイムの開発したプラズマによって他の2人と合体し（玩具では再現不可）、自身の毒プラズマとチェーンスパイダーの糸で相手を包囲する技・「毒網牢獄（どくあみろうごく）」でミクロマンを苦しめた。デモン三幹部やアーデン三将軍には他の2人共々ぞんざいな扱いを受けているため不満もあり、彼らが死んだかと思うと全員が地球での指揮権を得られると喜んでいた（しかし、いずれも叶わなかった）。故郷の星にキャサリンという名前の婦人と3人の子供がいるらしく、最終話では故郷の星に帰って13人に増えた子供の世話をしている姿が描かれた（これらの設定は、元は千葉のアドリブによるもの）。子供たちの中には頭髪を持つ者がおり、自身も作戦に使用した退化ウイルスを運悪く浴びて全身に体毛が生えたことがある。
ジゴクピンチ
アリジゴク型モンスターに変形するアクロイヤーCTで、喋り好きで寂しがり屋なデモングリーンの部下。後半はアーデンフレイムの部下となった。手持ち武器はアリジゴクの頭部形のハサミ・「ピンチシザース」。アリジゴクの特性を生かして地中を移動し、砂地獄を作ることが可能。
アニメ版ではアクロイヤーでありながらも心優しい性格で、裕太を助けたこともある。いつも「友達が欲しい」とボヤいており、本人の中ではいつの間にかミクロマンや耕平たちと友達になった気でいる。特に裕太を捕らえた際は「我が友」呼ばわりしており、裕太も友達になることは頑なに拒否してはいたものの、アクロイヤーのアジトが燃え落ちた際にはジゴクピンチのことを心配していた。自分たちの大きさに合わせたサイズのギターを愛用しており、演奏もできる他、隠し芸も得意であるなど芸達者な一面もある。また、デモングリーンの愚痴を言って叱責されたことも。最終話ではアクロイヤーから足を洗い、ダイヤモンドの鉱脈を掘り当てて悠々自適の人生を送っている。
チェーンスパイダー
クモ型モンスターに変形するアクロイヤーCTで、短気で残忍な反面自分の世界に入りやすく、のんびり屋なデモンブルーの部下。後にアーデンダークの部下に。手持ち武器はクモの下腹部形の「スタンワイヤー」で、先端にチェーンマグネットを装備したワイヤーや粘着性の糸を吐き出して相手を絡め取る。モンスターモードでは噛みついた相手を操ることが可能。
アニメ版での一人称は「オラ」で、「〜でごぜぇまし」などという田舎者のような語尾の口癖がある。また、常にスタンワイヤーを背中に装備している。他の二人に比べると、若干だが上司への忠誠心はあり、アーデンパープルが初登場した際には「自分は子供の頃からデモンブルー様に仕えていた」と、アーデンの指揮下に入る事を拒んでいた。最終回後はアクロイヤー側CTの中で唯一ネオアクロイヤー側に付き、中間管理職として幹部に媚びへつらう日々を送るというこれまでと同じ人生を歩み続けていた。

### アクロゼンマイン
プルバックゼンマイで動く変形ビークル。アクロイヤーがゼンマインの情報を盗み出して開発。こちらも頭部と腕パーツをミクロマン・アクロイヤーのバックパックにしたり、ビークルモード時にロボットマン・アクロボットマン・ジャイアントアクロイヤーの武器ユニットにすることが可能。アニメ版では23話のみの登場に終わったが、ゼンマインよりも先に登場している。捕らえたミクロマン達に脳改造を施そうとした。頭部デザインは旧シリーズの手下怪人にインスパイアされている。
ピラニトロン
ピラニア型水陸両用ゼンマイン。両腕の銛が武器。
カブターボ
甲虫型汎用ゼンマイン。両腕の蛮刀が武器。

### アクロボットマン
単体でも惑星一つを滅ぼす実力を持った3体のアクロモンスターが合体して完成する。アクロモンスターはアニメ版に登場した未商品化のムカデ型を除き、総じてパーツを組み替えたりロボットフェイスを展開することで、普段の形態を合わせた三形態のシステムチェンジが可能。体の一部に5mmのジョイントが付いており、そこにミクロマンやアクロイヤーを接続することも可能。アニメ版では失敗続きのデモン三幹部を見かねたアンゴルモアによって送り込まれ、隕石に偽装して地球に襲来した。また、コブラージたちから「先生」付けで呼ばれていた（再生後のバンパイザー改を除く）。ただし登場は多くなく、後述の合体形態もそれぞれ一度ずつしか披露していない。いずれも再生した後は単独で登場したためにアクロボットマンへの合体はしなかった。
漫画版では合体形態はヘルパイザーのみの登場で、イグナイトは合体を行わなかった。
バンパイザー
デモンレッドによって召喚されるコウモリ型アクロモンスターで、翼に搭載したミサイルが武器。アニメでは尊大な性格を覗かせ、タメ口を利いたコブラージを睨んで委縮させている。また、後にアーデンパープルによって倒された残骸からバンパイザー改（バンパイザーかい）として復活させられたが、アーサーの駆るディーンによって倒された。
ヘルピオン
デモンブルーによって召喚されるサソリ型アクロモンスターで、尻尾のミサイルと一対のハサミが武器。アニメでは後にアーデンパープルによってジャイアントアクロイヤーの防御力強化のためにヘルピオンシールドとして再生されたが、エースの強化パーツを装備したディーンに搭乗するアーサーに敗れた。
イグナイト
デモングリーンが召喚するイグアナのような爬虫類型アクロモンスターで、両肩のヘビの頭部と尻尾のミサイルが武器。アクロモンスターでは唯一、人型形態にシステムチェンジ可能（アニメ版や漫画版には未登場）。アニメ版では第11話でロボットマンエースによって封印されてマグマに落とされたが、最初に封印が解けて復活。他のアクロモンスターの封印を解こうとしたが、イザムによって額を傷付けられ、バロンとクロスの攻撃を受けて弱った所をアーサーに再びマグマの中に落とされた。アニメでは後にアーデンパープルの手によって長距離攻撃用のイグナイトキャノン（劇中ではイグノブラスターと呼称）として再生されたが、エンデバーに乗ったウォルトによって破壊された。このイグノブラスターはエンデバーの最初の相手でもある。本体部分は再生前とは異なり蛇のような形状になっており、台座から分離しての移動・攻撃が可能。
漫画版では最終決戦時、スーパーオーディーンに額を撃ち抜かれて絶命する。
アクロボットマン
磁力関節によって合体するため、2体でも余剰パーツでも可とされる。漫画版やムック本 では合体形態によって個別の名称があるが、アニメ版では一貫して「アクロボットマン」と呼称されていた。
ヘルパイザー
上半身がバンパイザー、下半身がヘルピオンのアクロボットマンで、もっとも美しいスタイルとされる。名称は『コミックボンボン』に掲載された漫画版と、当時のムック本から。アニメ版では第11話で合体し、復活したロボットマンエースと戦った。劇中ではバンパイザーの翼に搭載したミサイルと、胸部からの光線を武器としていた。
漫画版では、アクロボットマンの合体形態で唯一登場。最終決戦ではスーパーミクロマンと激闘を繰り広げるが、イザムのスーパードラゴンフェノメナンで片腕を切り落とされ、アーサーのスーパー超磁力ブレイクで胴体をぶち抜かれて爆散した。
イグピオン
ボディ・足・尾がヘルピオン、両腕がイグナイトのアクロボットマン。アニメ版では初めて登場したが、名称はムック本のみ。
バンナイト
ボディ・腕がイグナイト、足・翼がバンパイザーのアクロボットマンだが、アニメ・漫画には未登場。名称はムック本から。
ヘルナイト
三体が合体した最強形態で、上半身がバンパイザー、下半身がヘルピオンとイグナイト。アニメ版では常に腕組をしており、肩・翼部分の変形が玩具パッケージの作例とやや異なる形状をしている。エース・バロン・クロスの同時攻撃にも傷一つ付かない実力を持ち、全てを飲み込むブラックホール・「アクロイヤーホール」を武器としていた。ロボットマンたちと激闘を繰り広げるも、ミクロアースの伝説の勇者・イッスーン（一寸法師）の剣を額に付き立てられ、三体の接合部にエースの一撃を喰らい、元の三体に分離。そのまま耕平たちの心と共鳴したロボットマンたちの超磁力ビームで封印されつつ砕け散り、倒された。名称はムック本より。

### ジャイアントアクロイヤー
アーデンが作ったアクロイヤーの切り札である戦闘要塞ロボット。アクロモンスター同様の生命体にも似た個性を持ち合わせる。
ジャイアントアクロイヤー
頭部に旧ジャイアントアクロイヤーの面影は多少あるものの、ほぼ別物。人型のプロポーションをしておらず完全なる破壊マシーンである。アクロアルファ・アクロベータ・アクロガンマの3体ものアクロマシーンに分離が可能。レーザーは海を蒸発させ、ミサイルは山をも砕く。背面にはコクピットがむき出しとなっているが、アクロエネルギーでフィールドを張ることによって防御可能。デモン三幹部と共にエネルギーを解放し、口から強力なビームを発射する「デモンハイパーブラスター」という技も使用可能。通常形態から3体の主装備を肩に展開し、二本の大剣・「ジャイアントブレード」を装備した最強形態・「ジェノサイドモード」になることが可能であり、炎・水・重力の三大兵器をそれぞれの装備から放つ。アンゴルモアの体である死神惑星メデューサが力の源となっている。肩の部分は独楽状になっており、ジャイアントブレードを利用して回し、相手に向かって飛ばす「大車輪クラッシュ（だいしゃりんクラッシュ）」という技を使用することができる。サイズは旧シリーズのミクロロボットvやミクロロボット7とほぼ同程度。
アニメでは3人のアーデンたちがそれぞれ合体前のキーワード（フレイム「全ての宇宙の暗黒の底より」パープル「命の奥に蠢く絶望を呼び覚まし」ダーク「凶暴なる本能を解き放て!」）を言った後、声を揃えて「出撃せよ!戦闘要塞ジャイアントアクロイヤー!」の言葉と共に合体する。玩具ではロボットマンと同サイズだが、アニメ版では明らかにそれらよりも巨大に描かれている。一度だけデモン三幹部がコブラージたちの協力により、アーデンの所から持ち出し、私用したこともある。その際は彼らもアーデンと同じキーワードを言っている。また、ジェノサイドモードになるためにはアクロパルス増幅装置を必要とする。メデューサの中心核が破壊された際の爆発に巻き込まれて大破したが、残骸が地球に落下した後にその正体を知らない人間たちによって修復され、後にアンゴルモアが再生させて憑依する。最終決戦において、ミクロ戦士たちの決死の攻撃でジェノサイドモード用兵器を全て破壊された後、アーサーの搭乗するスーパーロボットマンとの死闘の末に完全に破壊された。漫画版ではレッドパワーズ編の最初の敵として登場したが、レーザーミクロマンとして復活したアーサーたちによって倒された。
アクロアルファ
アーデンパープルが操る人型のプロポーションをしたアクロマシーン。身軽な動きで相手を翻弄する。左腕のクローと先端がドリル状の「スピアミサイル」となった槍・「ジャイアントスピア」が武器で、飛行形態への変形も可能。通常形態と飛行形体のスタイルおよび顔のデザインは、それぞれ旧シリーズのアーデンロボとアクロカノン、旧シリーズのアーデンにインスパイアされている。
アクロベータ
両足がキャタピラになっており、ずんぐりとした胴体を持つアクロマシーン。アーデンダークが操る。パワーは3体中最強。股間のドリルと左腕の伸縮式クロー、右腕の射出式モーニングスター・「ジャイアントハンマー」が武器。スタイルは旧シリーズのミクロロボット1にインスパイアされている。
アクロガンマ
アーデンフレイムの操る四足機動兵器形アクロマシーン。3体中トップクラスの火力を誇る。脚部の内一対に仕込まれた回転ノコギリと胴体左右に装備されたミサイルランチャー・「ジャイアントランチャー」が武器。スタイルは旧シリーズのビームトリプラーなどにインスパイアされている。

## ビークル
スパイヘリ
カップ麺の容器を模したコンテナに偽装され収納されている探索ヘリ。取り外し可能な四連バルカン砲・「スパイブラスター」と同じく取り外し可能でコンテナに取り付けられるレーダー・「スパイレーダー」を装備。通常のヘリ形態と銃座のようなアタックモードを持ち、コンテナと連結可能。分割してロボットマン・アクロボットマン・ジャイアントアクロイヤーの背中や肩ジョイントに合体できる飛行ユニットとシールドにすることも可能。ミクロマン・カーク付属。
ビートローダー
清涼飲料水の350ml缶を模したコンテナに偽装され収納されている探索トレーラー。ミサイルポッドと取り外してコンテナに付けることが可能なマシンガンを装備。通常のトレーラー形態と前面に一対の取り外し可能なドリルを展開したドリルモード、ミサイルポッドを装備したアタックモード、磁石接合部で取り外すことが可能なカブトムシの角のようなアームを前面に備えた運搬形態を持ち、コンテナと連結したトレーラーモードになることや、分割してロボットマン・アクロボットマン・ジャイアントアクロイヤーの両足や肩ジョイントに合体できる強化パーツにすることも可能。ミクロマン・キース付属。
アニメにおいて、以上の2機が完成するまでは、久磁家の愛犬・バークがもっぱら事件現場への「足」であった。

### カセットマシン
旧シリーズでも商品化されたカセットから変形するメカの新規設計。いずれもアニメには未登場。
ステルスヘリ
カセットテープから変形する探索ヘリ。レーダーに映らないステルス機能を持ち、ミサイルが装備されている。ミクロマン・クラーク付属。
ソニックバイク
カセットテープから変形する特殊バイク。特殊タイヤと小型磁力エンジンを搭載し、地球上のあらゆる場所を走行可能。ステルスヘリと同様ミサイル・「ソニックミサイル」が装備されている。ミサイル砲はミクロマンやアクロイヤーに装備可能。ミクロマン・ケイン付属。

### ミクロマン・キット
同じコアマシンを用い、パーツを共有化したシリーズ。虫などをモチーフにしている。組み合わせることでオリジナルのマシーンを作ることができる。旧シリーズと同じ名前の商品もある。アニメではアーデンフレイムが罠としてアーサーたちに送ったが、組み立てた耕平のパパ・中（あたる）が部品を一つ組み込むのを忘れていたため失敗。アーサーは処分しようとしたが、他の4人が気に入ってしまったため、そのままそれぞれの専用マシンとして使うことになった。
ギャラクホッパー
アーサー専用バッタ型バイク。バッタ形態とバイク形態の2形態に変形。
アースジェッター
イザム専用トンボ型飛行マシン。トンボ形態とジェット機形態の2形態に変形。
ミクロエスカルゴ
ウォルト専用カタツムリ型マシン。カタツムリ形態・飛行形態・モービル形態の3形態に変形。このマシンのパーツが足りなかったためフレイムの罠から逃れることができた。
クラブドーザー
エジソン専用カニ型マシン。カニ形態とブルドーザー形態の2形態に変形。
バルクリフター
オーディーン専用クワガタムシ型マシン。クワガタムシ形態と戦車形態の2形態に変形。

### ミクロバイク
旧シリーズのミクロライダーにインスパイアされた可変メカ。バイクを模したおもちゃを改造したもの。
マッハスピーダ
レッドパワーズブランド。戦闘ヒューマノイド形態とバイク形態に変形。右腕に装備した「レッドローターソード」が武器で、ミクロマンやアクロイヤーに持たせることも可能。ライダーアーサー付属。単独のバリエーションとして、マスターミクロマン・レーザーアーサーとシャイニングシャクネツ、トルネードバイソン（後述）とセットで限定販売されたハイパースピーダが発売されている。ハイパースピーダはマスターミクロマン・レーザーアーサーのパワーを最大限に引き出せるようにエンジンを交換・改造され、パワーアップしている。最高速度は300%アップし、ローターソードの回転力も敵に必ず致命傷を与えられるほどにパワーアップした。必殺技は地下に潜む敵をも引きずり出す真空波・「ソニックブラスター」。元は『トランスフォーマーG2』のロードロケット。
発展形：ハイパースピーダ
ロードバイソン
レッドパワーズブランド。戦闘ヒューマノイド形態とバイク形態に変形。右腕に装備したミサイル砲「レッドマフラー」が武器。ライダーウォルト付属。単独のバリエーションとして、マスターミクロマン・レーザーアーサーとシャイニングシャクネツ、ハイパースピーダとセットで限定販売されたトルネードバイソンが発売されている。トルネードバイソンはシャクネツのパワーとシンクロするようにエンジンを交換・改造され、パワーアップしている。移動距離は飛躍的に拡大し、ヘッドライトは磁場を狂わせたり、照射部分に高熱を発射することが可能となった。レッドマフラーの発射距離も300%拡大され、速度はマッハに到達する。元は『トランスフォーマーG2』のロードビッグ。
発展形：トルネードバイソン

## 基地
ミクロステーション
普段は家庭用ゲーム機に偽装されている変形基地。飛行モードや地上走行モード、ステーションモードの三形態に変形する。マグネパワーズや武器の運搬もできるように飛行モードに変形後は飛行可能で、ウィングが展開する。ステーションモードはレールを展開し、ロボットマンの武器を装着可能なウエポンカーゴやゼンマインを走らせることが可能。ゲーム機としての機能はない。アニメでは耕平が二ヶ月前に買った最新ゲーム機をエジソンが勝手に改造して作り上げ、祐太と麻美は絶賛したが自分のゲーム機を勝手に使われた耕平だけは（しかも予約していたソフトを買った当日だったため）当初はいじけていた。上部のコマンダーズシートに装備した一対のキャノン砲から発射するミサイルおよびレーザーによる攻撃や牽引ビームでの収容も可能であり、終盤ではエネルギーを纏って標的に突進する必殺技・「マグネフェニックス」を使用した。ミクロマン・コナン付属。
ミクロトレーラー
レーザーエジソン開発の移動基地。レッドパワーズブランドでは唯一の大型ビークルであった。主装備はトレーラー中心部から展開するランチャー砲・「レッドランチャ」とトレーラー左右側面に二対装備された二連ビーム砲で、キャブ左側面とトレーラー上部ウイングにそれぞれ装備されたマシンガンとビーム砲は取り外してミクロマンに持たせることが可能。キャブ部分とトレーラー後部は分離させることで、それぞれステルスジェットと巨大な秘密移動基地に変形可能。必殺技は全火器からの一斉総射を行う「ミクロキャノン」。元は『トランスフォーマー アクションマスター』のアーマードコンボイ。また付属のパイロットエジソンは単体売りされていない。また当時二通りの懸賞が行われ、賞品として一般販売の色替えであるレッドバージョン・ブラックバージョンが用意された。レッドには一般と同じパイロットエジソンが、ブラックには販売店限定のパワーダークが付属していた。
ステルスジェット
ミクロトレーラーのキャブ部分が変形したジェット機。装備は上部のマシンガンと上部に一対搭載されたミサイル、両翼の二連バルカン砲。
秘密移動基地
ミクロトレーラーのトレーラー後部が変形した移動基地。装備は中心のミクロランチャと左右二対の二連ビーム砲、上部座席に二対装備されたマシンガン。
ミクロロケットベース
レッドパワーズブランドでは唯一の大型基地。月や火星などの地球外の星でレッドパワーズの基地となり、搭載されたコンピューター・「OTOK-2001（オーティーオーケー にせんいち）」はあらゆる星の環境でも基地が作動するように環境プログラムを発動可能。操縦難度が高く、最も扱いこなせるミクロマンはシャイニングエジソン。通常の基地形態とシャイニングエジソンがパイロットを務める移動モードを持ち、クレッセントロケットとバルサミックタンクに分離可能。元は『トランスフォーマーV』のロケットベース。単体売りされなかったシャイニングエジソンが付属する。
クレッセントロケット
宇宙探査を目的とし、太陽の表面温度や重力にも耐えられる設計となっているロケット。二連バルカン砲も装備しており、最高出力を誇るレッドジウムエンジンが搭載されている。簡易基地形態や探査ビークル形態に変形可能。
バルサミックタンク
レッドパワーズ地球外活動用ビークル。星の重力に合わせて機体の重力を変換する重力変換スタビライザーと、悪路も走行可能な元素融合キャタピラを装備しており、地球以外の星でも地球と同じように活動できる。前後コックピットと前後左右にそれぞれ二門の砲台を備えたキャノンユニットと二連バルカン砲を装備し、あらゆる方向からの攻撃に備えている。
アクロステーション
ミクロステーションの仕様変更品で、懸賞の景品として配布された。アクロイヤーの基地で、アクロイヤーに合わせてカラーリングのみならず磁石部分がS極からN極に変更されている。アニメにも同名の基地が登場したが、デザインは全く異なる。

## その他商品
Mr.グレイ & パワータートル
グレイ星の第一王子・Mr.グレイと彼のメカ・パワータートルのセット商品。Mr.グレイは正義感が強くプライドが高いが腕白な性格で、かつて自身の命を助けたミクロマンに憧れている。そのため、ミクロマンたちの行く先々に現れては彼らを手助けしようとするが、空回りして逆にトラブルを起こしてしまうことが多く、「お騒がせグレイ」と呼ばれている。お付きのミクロマン・サイバーが付属。Mr.グレイは左手に磁石を内蔵したパワーローダー風のパワードスーツを着込み、ミクロマン並みの体格になることが可能。パワードスーツはハイプラスチック製で、電気を通さない。
パワータートルは砲門の付いたUFOから亀形ロボットに変形し、力水の瓶を模した秘密基地に収納可能（アニメでは「刀水」に変更されている）。パワータートルのターレット裏にある磁石接合部受けを使ってロボットマンの武器などを装備したり、操縦席にパワードスーツの上半身を合体させることも可能。秘密基地はチェーンを出してパワータートルに連結可能で、側面からキャタピラを展開することで「パワータンク」にシステムチェンジする。
ユーボーグ
ミクロマンのパワーアップアイテム。ミクロマンやアクロイヤーに装備できる他、各種文房具として使用可能。また、ジョイントを使ってユーボーグ同士を組み合わせることが可能。アニメでは後期ED映像のみ登場。
ミクロウィング10
背中に装着する飛行用ウィング。両端に5mmのジョイントが付いており、10cmの物差しとして使用可能。スタイルは旧シリーズのスカイランブラーやダッシュウイングにインスパイアされている。アニメOPのシングルCDに付属。
バーストウィング
ミクロウイング10の色変え。パワーバーストの色変えが付属。ジャスコで限定発売された。
レーザーウィング
こちらもミクロウィング10の色変え。ユニットシェルレーザーの色変えが付属。イトーヨーカドーで限定発売された。
ミクロウィング20w
背中に装着する飛行用ウィング。昆虫の羽根のような形状の光速巡行モードから、フライングボード状のビークルモードに変形可能。
パワーバースト
消しゴムゴム弾・「パワーボレット」をはじめとする各種弾頭を発射できる多目的バズーカ。パワーブレイカーと合体させることにより、破壊力を三倍に高めることができる。両サイドに5mmのジョイントが付いており、鉛筆のキャップとして使用可能。
ユニットシェルレーザー
カプセル部分にマグネアームに装備可能な12種類のアタッチメント・ビルトインユニットを収納可能な光子ランチャー。最大出力で使用すればアクロモンスターも一撃で倒せるが、エネルギー消費が激しく連射は不可能。ボールペンとして使用可能。ビルトインユニットにはガトリング砲「ガトリングキャナー」などが存在する。
パワーブレイカー
小形ミクロジウムジェネレーターと超磁力ブレイカーを内蔵したロケットランチャー。アクロイヤーのマグネパワーを無力化させる特殊弾頭・「ブラックペレット」を発射できる。シャープペンとして使用可能。
ツインボブル
パワーバーストのゴム弾や反応弾を内包できる消しゴム製の柔軟かつ堅牢なカプセルで、重力制御装置を内蔵。テレパシーによる遠隔操作で浮遊し、敵を偵察する。ラグビーボール型をした「エリプスボブル」は相手に向けて蹴り飛ばすことで攻撃が可能。
パワーソードブレイカー
接近戦では最強の破壊力を誇る大剣。ブレード内部に内蔵されたブラックペレットが相手に接触すると爆発を起こし、凄まじい破壊力を発揮する。コンパスとして使用可能。
パワースコープ
パワーバーストをはじめ、各種装備を装着した際の命中精度を飛躍的に高めることを可能とする、高性能ナノセンサーを搭載した高性能情報収集端末兼分度器。その性能や基本材質である超鋼メタルの強度を生かし、レーダーやシールドとしても使用可能。
ミクロボーイ
携帯ゲーム機がロボット形態・「アーマーローダーモード」やビークル形態・「スピードローダーモード」、研究形態・「ミッションローダーモード」へと変形。ゲーム機としての機能は無いが、レッドパワーズミクロマンの光でリモコン変形する。
ブルーガン
ゼットがビークルとして開発し、エジソンによって変形機能が加えられた。左腕にビーム砲を装備し、探索にも役立つ。単体発売のなかったレーザーエジソン付属。
ソードパープル
元来はゼットの専用機だったが、ゼットがアーサーを救うべくこれに搭乗してアクロイヤーに突撃し大破。後に修理・改造されてアーサーの専用機となる。単体発売の無かった、ゼットの力を受け継いだレーザーゼットアーサー付属。
ダークセイバー
販売店限定品。ブルーガン同様装備は左腕のビーム砲。レーザーダーク付属。
グリーンアロー
懸賞のみの非売品。レーザーエジソン付属。
ビートルーパーズ（未発売）
総統アクロイヤーの身体を両断し、ジギルス・ハイドルに分裂するまでに追い込んだ、宇宙のミクロ戦士。カブトムシ型に変形することから「昆虫騎士（こんちゅうきし）」の別名を持ち、ソロモンも所属している銀河評議会の一員でもある。アーサーたちが暮らしていたミクロアース24崩壊時には評議会を離れて宇宙を旅していた。
重要な役どころの設定を持ち、クレイモデルが製作され、商品封入のミニブックレットに写真まで掲載されたが、商品化に至らなかった。

## アニメ
「小さな巨人 ミクロマン」のタイトルでアニメ化された。アニメーション制作はスタジオぴえろ。同時期に別制作会社によるタカラの女児玩具「スーパードール★リカちゃん」のテレビアニメ版が放映されており、本作主人公のアーサー役の伊藤健太郎は同作のドールイサム役として出演していた。また、99夏 東映アニメフェアにおいて劇場アニメ化された。

### テレビアニメ
テレビ東京系列にて1999年1月4日から12月27日に全52話放送。
地球を守るためにやってきた、アーサー・イザム・ウォルト・エジソン・オーディーンの5人のミクロマンがアクロイヤーと戦うストーリーである。日本の小学生、久磁耕平とその弟の裕太、ガールフレンドの水沢麻美の3人がミクロマンたちと出会ったことから物語が始まり、アクロイヤーの地球侵略に立ち向かっていくこととなる。また、前シリーズ漫画版の主人公であった片貝あきらが「プロフェッサーK」として登場している。物語前半はデモンシリーズとの戦いが展開され、チェンジトルーパーズとの共闘やアクロモンスターの襲来、そしてロボットマンの起動といったエピソードが描かれた。後半はアーデン三将軍との死闘を中心に、超磁力アクセレーターによるパワーアップ、ジャイアントアクロイヤーの出現などを中心に物語が展開した。最終回はアクロ大帝・アンゴルモアとの決戦とレーザーミクロマンの登場が描かれ、エンドロールにてレーザーミクロマンたちの性能や登場人物のその後が紹介された。
1話〜6話まではエンディングテーマの製作が間に合わず、本編の映像をバックにオープニングテーマのインストゥルメンタルが流れていた（DVDでは1話からエンディングテーマが挿入するよう編集されている）。また、4話〜6話ではエンディングの背景でミクロマンやアクロイヤーのその回に関するフリートークも行われていたが、前述のようにDVDでは編集されている為、これらは放送時しか聴く事が出来ない。
ビデオソフトは1999年3月25日から2000年4月25日にかけてパイオニアLDCからVHS全20巻が発売された。DVDは同社から1999年5月より各巻4話収録で4巻まで発売されたが、5巻以降の発売は行われていない。現在は、VHS版・DVD版ともに廃盤となっている。2021年現在、Blu-ray版はリリースされていない。
dアニメストアにて全話が配信されている。

#### キャスト
- アーサー - 伊藤健太郎（タイトルコールも兼任）
- イザム - 斎賀みつき
- ウォルト - 真殿光昭
- エジソン - 飛田展男
- オーディーン - 古澤徹、伊藤栄次（28 - 44、46話、劇場版のみの代役）
- ドリルジョー 、アンゴルモア、列車の運転手、市長 - 伊藤栄次
- トマホーク - 小野坂昌也
- スピンリー 、キラー 、駅のアナウンス、アナウンサー、パイロットB、乱慶、所員 - 村井厚之
- ボンバーヘッド、ジェットモグラー、研究員A、パイロットA、助役 - 樫井笙人
- ホバージャック - 吉田孝
- ガンボディ - 宮田浩徳
- レザーマスター - 岡野浩介
- デモンレッド、ナレーション - 中田和宏
- デモンブルー、バーク - 山崎たくみ
- デモングリーン - 塩沢兼人
- アーデンパープル - 平松晶子
- アーデンダーク - 梁田清之
- アーデンフレイム、男びな - 小野坂昌也
- コブラージ - 千葉繁
- チェーンスパイダー - 稲葉実
- ジゴクピンチ、久磁中（耕平、裕太の父） - 鈴木勝美
- ブリザーク - 森川智之
- アクロマッハ - 檜山修之
- 久磁耕平 - 本田貴子
- 久磁裕太 - 鉄炮塚葉子
- 水沢麻美 - 半場友恵
- 片貝彰（プロフェッサーK） - 置鮎龍太郎
- 久磁陽子（耕平、裕太の母）、ファイバーン - 沢海陽子
- 麻美の母、クラスメート、女性、先生 - 浜野ゆうき
- グレイ - 坂本千夏
- 校長先生 - 小山武宏
- 左大臣 - 山野井仁
- ゴルゴン（劇場版に登場） - 玄田哲章

#### スタッフ
- 企画 - 布川ゆうじ
- 監督・音響監督 - 阿部記之
- シリーズ構成 - 橋本裕志
- アニメーションキャラクターデザイン - 若林厚史
- アニメーションメカニックデザイン - 常木志伸
- 美術監督 - 高田茂祝
- 色彩設計 - 小針裕子
- 撮影監督 - 前原勝則
- 編集 - 松村正宏
- 音楽 - 長岡成貢
- タイトル - マキ・プロ
- ビデオ編集 - 東京現像所
- プロデューサー - 小林教子（テレビ東京）、木村京太郎、萩野賢
- 製作 - テレビ東京、読売広告社、スタジオぴえろ

#### 制作
本作の制作には、今石洋之をはじめとするガイナックスのスタッフも参加している。
たとえば、芳垣祐介は第26話で漁師たちが登場する場面の原画だけでなく、その漁師たちのキャラクターデザインも引き受けている。
同じ回におけるヒロインの朝風呂の場面は高村和宏が担当した。この回で作画監督を務めた今石は2003年のインタビューの中で、この場面は脚本になく、高村の手掛けた入浴シーンを見たいがために用意したことを明かしている。
また、第39話で佐伯昭志が演出を担当した「帰宅途中のヒロインが主人公から声をかけられ、ヒロインがその場にいた女友達にからかわれる」という場面も脚本より後の段階で用意された場面である。今石は2017年のインタビューの中で日常の観察力が活かされていると感じたと話している。
一方、佐伯本人は2003年のインタビューの中で、「『ミクロマン』もなんかごたごた作っていたから。あれは、みんなでわーっと作ったものだから、どこら辺が自分の力なのかよく分からないし。」と話している。

#### 主題歌
オープニングテーマ
「Big heart〜ミクロマンのテーマ〜」
作詞 - 森浩美 / 作曲・編曲 - 長岡成貢 / 歌 - 三浦大知
24話からアニメーションが一新されている。
エンディングテーマ
「Perfect World」（7話 - 35話）
作詞 - 森浩美 / 作曲・編曲 - 長岡成貢 / 歌 - 三浦大知
「I WANT YOU BACK」（36話 - 52話）
作詞・作曲 - B.Gordy、A.Mizell、F.Ferren、D.Richards / 日本語作詞 - 柳沢直弥 / 編曲 - 今井了介 / 歌 - Folder

#### 各話リスト
| 話数 | サブタイトル                                     | 脚本     | 絵コンテ              | 演出         | 作画監督          | 放送日        |
| ---- | ------------------------------------------------ | -------- | --------------------- | ------------ | ----------------- | ------------- |
| 1    | 宇宙から来たミクロ戦士                           | 橋本裕志 | 阿部記之              | 阿部記之     | 若林厚史          | 1999年 1月4日 |
| 2    | クモの糸・狙われた学校                           | 浦沢義雄 | 神谷純                | うえだしげる | 二宮常雄          | 1月11日       |
| 3    | 見参!チェンジトルーパーズ!!                      | 隅沢克之 | 阿部記之              | 玉田博       | 依田正彦          | 1月18日       |
| 4    | 驚異の怪電魚・東京大停電                         | 矢島大輔 | 渡邊哲哉              | 渡邊哲哉     | 門智昭            | 1月25日       |
| 5    | 子供たちが消える日                               | 橋本裕志 | 糸賀しんたろう        | 石原慎二郎   | 下坂英男          | 2月1日        |
| 6    | 地上崩壊?!岩石盤落下の恐怖!!                     | 浦沢義雄 | 西村純二              | 吉田俊司     | なかじまちゅうじ  | 2月8日        |
| 7    | 友よ!凍らない友情!                               | 矢島大輔 | 菊池一仁              | 菊池一仁     | 高瀬言            | 2月15日       |
| 8    | 復讐の爪・猫たちの暴走                           | 隅沢克之 | 西村純二              | 則座誠       | 外崎春雄          | 2月22日       |
| 9    | 原人出現!魔の逆進化遺伝子!                       | 矢島大輔 | 高屋渚                | 広川和之     | 大坪幸麿          | 3月1日        |
| 10   | 灼熱の大地!脅威のアクロモンスター降臨!!          | 隅沢克之 | 吉永尚之              | 吉田俊司     | 門智昭            | 3月8日        |
| 11   | 熱き祈り!伝説のロボットマンA!!                   | 隅沢克之 | 影山楙倫              | 松浦錠平     | 髙木信一郎        | 3月15日       |
| 12   | 月夜の幻・憎しみのひな人形                       | 浦沢義雄 | 西村純二              | 則座誠       | 河南正昭          | 3月22日       |
| 13   | 貨物船暴走!!東京湾の決戦!!                       | 矢島大輔 | 石原慎二郎            | 石原慎二郎   | 下坂英男          | 3月29日       |
| 14   | 深海の戦い!!大地震の恐怖!!                       | 浦沢義雄 | 吉川博明              | 竹下健一     | 吉川博明          | 4月5日        |
| 15   | 切り取られた街・空飛ぶ教室                       | 橋本裕志 | 高山秀樹              | 高山秀樹     | 高瀬言            | 4月12日       |
| 16   | 戦慄!イグナイトの復活!!                          | 橋本裕志 | 立花源十郎            | うえだしげる | 依田正彦          | 4月19日       |
| 17   | 勇気の力!召還、バロン&クロス!!                   | 橋本裕志 | 大野和寿              | 土屋浩幸     | 下坂英男          | 4月26日       |
| 18   | 美しきガラスの戦士・ファイバーン                 | 隅沢克之 | 影山楙倫              | 松浦錠平     | 髙木信一郎        | 5月3日        |
| 19   | 謎の宇宙船!!マグネタイタンズ襲来!!               | 矢島大輔 | 上村修                | うえだしげる | 菊池晃            | 5月10日       |
| 20   | 怒りの激闘!!誇り高き海賊たち!!                   | 矢島大輔 | 牧野行洋              | 鈴木薫       | しまだひであき    | 5月17日       |
| 21   | 伝説の勇者・海底工場の秘密                       | 隅沢克之 | 岡嶋国敏              | 土屋浩幸     | 下坂英男          | 5月24日       |
| 22   | 究極のアクロボットマン脅威の三体合体             | 隅沢克之 | 神谷純                | 石原慎二郎   | 大坪幸麿          | 5月31日       |
| 23   | 対決!!デモン三幹部最後の戦い!!                   | 浦沢義雄 | 吉川博明              | うえだしげる | 依田正彦          | 6月7日        |
| 24   | 変幻自在・地獄の液体生物                         | 矢島大輔 | 高山秀樹              | 高山秀樹     | 高瀬言            | 6月14日       |
| 25   | 目覚めよアーサー!!新プロテクター装着!!           | 矢島大輔 | 熨斗谷充孝            | 岡嶋国敏     | 下坂英男          | 6月21日       |
| 26   | 満月の恐怖!悪の手先・ロボットマンA!!             | 隅沢克之 | 佐伯昭志              | 佐伯昭志     | 今石洋之          | 6月28日       |
| 27   | 人類滅亡の序曲!戦慄の地殻爆破計画!               | 浦沢義雄 | 影山楙倫              | 松浦錠平     | 髙木信一郎        | 7月5日        |
| 28   | 驚異のプラズマ合体!最強の技!                     | 浦沢義雄 | 岡野倖男              | 渡辺健一郎   | 大坪幸麿          | 7月12日       |
| 29   | 行き先は地獄?!死のカーチェイス!!                 | 矢島大輔 | 牧野行洋              | 鈴木薫       | 島田ひであき      | 7月19日       |
| 30   | 緊急出動!フル装備ロボットマンA!!                 | 矢島大輔 | 久城りおん            | 久城りおん   | 下坂英男          | 7月26日       |
| 31   | 怒りのオーディーン!新たなる技!                   | 大和屋暁 | 小柴純弥              | 岡嶋国敏     | 千葉道徳          | 8月2日        |
| 32   | 盗まれた超磁力ソード二人のイザム                 | 浦沢義雄 | 牧野行洋              | 佐藤英一     | 飯野利明          | 8月9日        |
| 33   | 熱きエジソン!怒りの電撃ウィップ!                 | 隅沢克之 | 神谷純                | うえだしげる | 菊池晃            | 8月16日       |
| 34   | 最速戦士・アクロマッハ!!ロボットマン最大の死闘!! | 橋本裕志 | 秦義人                | 鈴木薫       | しまだひであき    | 8月23日       |
| 35   | ミクロベース炎上!!狙われた久磁家!!               | 大和屋暁 | 松浦錠平              | 松浦錠平     | 髙木信一郎        | 8月30日       |
| 36   | ロボットマンディーン発進!!                       | 矢島大輔 | 岡嶋国敏              | 岡嶋国敏     | 下坂英男          | 9月6日        |
| 37   | 出撃!!ロボットマンエンデバー!!                   | 大和屋暁 | 小柴純弥              | うえだしげる | 加藤真人          | 9月13日       |
| 38   | 出現!!脅威のアクロベース!!                       | 矢島大輔 | 高田耕一              | 江夏幸一     | 安達和幸          | 9月20日       |
| 39   | 無敵の戦闘要塞!!ジャイアントアクロイヤー!!       | 矢島大輔 | 佐伯昭志              | 佐伯昭志     | 末富シンジ        | 9月27日       |
| 40   | 最強の盾ヘルピオンシールド                       | 大和屋暁 | 久城りおん            | 岡嶋国敏     | 下坂英男          | 10月4日       |
| 41   | 未知の力マグネアニマルズの奇跡                   | 大和屋暁 | うえだしげる          | うえだしげる | きくちぴんち      | 10月11日      |
| 42   | アーサー決死の反撃!ディーン絶体絶命              | 浦沢義雄 | えんどうてつや        | 石原慎二郎   | 水野伸哉          | 10月18日      |
| 43   | 燃える海賊魂!マグネタイタンズの合体!             | 浦沢義雄 | 松浦錠平              | 松浦錠平     | 髙木信一郎        | 10月25日      |
| 44   | 逆襲のデモン三幹部地獄からの復活                 | 隅沢克之 | 岡嶋国敏              | 中井草太     | 雷火剣            | 11月1日       |
| 45   | 宇宙への旅立ち!魔の死神惑星へ!                   | 矢島大輔 | 小柴純弥              | 渡辺健一郎   | かとうまさと      | 11月8日       |
| 46   | 滅亡の記憶とらわれた心                           | 矢島大輔 | 立花源十郎            | 石原慎二郎   | 水野伸哉          | 11月15日      |
| 47   | 地球滅亡?!破滅の暗黒惑星!!                       | 矢島大輔 | うえだしげる          | うえだしげる | 山根宰 東條健次   | 11月22日      |
| 48   | 脅威の敵ふたたび!!闘う小学生!!                   | 大和屋暁 | 久城りおん            | 久城りおん   | 下坂英男          | 11月29日      |
| 49   | ジャイアントアクロイヤー緊急破壊指令!!           | 大和屋暁 | 松浦錠平              | 渡辺健一郎   | きくちぴんち      | 12月6日       |
| 50   | 暗黒の地球死を招く闇                             | 大和屋暁 | 阿部記之              | うえだしげる | 一志勝利 水野伸哉 | 12月13日      |
| 51   | 戦士たちの死闘アーサー孤独の試練                 | 橋本裕志 | 影山楙倫              | 松浦錠平     | 髙木信一郎        | 12月20日      |
| 52   | 命ある限り!!スーパーマグネパワー全開!!           | 橋本裕志 | うえだしげる 阿部記之 | うえだしげる | 山根宰 若林厚史   | 12月27日      |

#### ネット局
放送日時は個別に出典が提示されている箇所を除き、1999年9月時点のものとする。
| 放送対象地域  | 放送局         | 系列                          | 放送時間           | ネット形態 | 備考                          |
| ------------- | -------------- | ----------------------------- | ------------------ | ---------- | ----------------------------- |
| 関東広域圏    | テレビ東京     | テレビ東京系列                | 月曜 18:00 - 18:30 | 制作局     |                               |
| 大阪府        | テレビ大阪     | テレビ東京系列                | 月曜 18:00 - 18:30 | 同時ネット |                               |
| 愛知県        | テレビ愛知     | テレビ東京系列                | 月曜 18:00 - 18:30 | 同時ネット |                               |
| 北海道        | テレビ北海道   | テレビ東京系列                | 月曜 18:00 - 18:30 | 同時ネット |                               |
| 岡山県 香川県 | テレビせとうち | テレビ東京系列                | 月曜 18:00 - 18:30 | 同時ネット |                               |
| 福岡県        | TXN九州        | テレビ東京系列                | 月曜 18:00 - 18:30 | 同時ネット | 現：TVQ九州放送               |
| 青森県        | 青森放送       | 日本テレビ系列                | 火曜 15:55 - 16:25 | 遅れネット |                               |
| 岩手県        | テレビ岩手     | 日本テレビ系列                | 火曜 16:00 - 16:28 | 遅れネット |                               |
| 宮城県        | 東日本放送     | テレビ朝日系列                | 月曜 16:00 - 16:30 | 遅れネット |                               |
| 山形県        | テレビユー山形 | TBS系列                       | 金曜 17:25 - 17:55 | 遅れネット |                               |
| 福島県        | 福島テレビ     | フジテレビ系列                | 火曜 15:55 - 16:25 | 遅れネット |                               |
| 新潟県        | テレビ新潟     | 日本テレビ系列                | 火曜 16:29 - 16:59 | 遅れネット |                               |
| 石川県        | 石川テレビ     | フジテレビ系列                | 木曜 16:25 - 16:55 | 遅れネット |                               |
| 長野県        | テレビ信州     | 日本テレビ系列                | 水曜 16:02 - 16:32 | 遅れネット |                               |
| 静岡県        | テレビ静岡     | フジテレビ系列                | 金曜 16:55 - 17:25 | 遅れネット |                               |
| 奈良県        | 奈良テレビ     | 独立局                        | 月曜 18:30 - 19:00 | 遅れネット |                               |
| 愛媛県        | 南海放送       | 日本テレビ系列                | 木曜 16:55 - 17:25 | 遅れネット |                               |
| 大分県        | テレビ大分     | フジテレビ系列 日本テレビ系列 | 水曜 16:55 - 17:25 | 遅れネット |                               |
| 熊本県        | テレビ熊本     | フジテレビ系列                | 水曜 15:55 - 16:25 | 遅れネット |                               |
| 沖縄県        | 琉球放送       | TBS系列                       | 金曜 16:00 - 16:30 | 遅れネット | 1999年5月21日よりネット開始。 |

| テレビ東京系 月曜 18:00 - 18:30枠 | テレビ東京系 月曜 18:00 - 18:30枠 | テレビ東京系 月曜 18:00 - 18:30枠 |
| 前番組                            | 番組名                            | 次番組                            |
| --------------------------------- | --------------------------------- | --------------------------------- |
| 爆走兄弟レッツ&ゴーMAX            | 小さな巨人 ミクロマン             | 六門天外モンコレナイト            |

### 劇場版
『小さな巨人 ミクロマン 大激戦! ミクロマンVS最強戦士ゴルゴン』として、1999年7月31日に99夏 東映アニメフェアの1作品として劇場公開された。同時上映作品はタカラ玩具原作である『スーパードールリカちゃん リカちゃん絶体絶命!ドールナイツの奇跡』と『ビーストウォーズメタルス コンボイ大変身!』および、『けんたろうお兄さんと一緒に「だんご3兄弟」を歌おう!!』。
スタッフ
- 製作 - 高岩淡、佐藤博久、鈴木徹也
- 企画 - 布川ゆうじ
- 監督 - 阿部記之
- 演出 - うえだしげる
- シナリオ - 橋本裕志
- キャラクターデザイン - 若林厚史
- 美術監督 - 高田茂祝
- 撮影監督 - 前原勝則
- 編集 - 松村正宏
- 音響監督 - 阿部記之
- 音楽 - 長岡成貢
- エクゼクティブプロデューサー - 山崎芳郎
- プロデューサー - 板垣耕三、阿久津幸宏、沢玲子
- アニメーションプロデューサー - 木村京太郎、荻野賢
- 製作 - BSM映画製作委員会
- 配給 - 東映
- ©1999 TAKARA・スタジオぴえろ・読売広告社 / BSM映画製作委員会

## 漫画版
漫画版は講談社のコミックボンボンに1998年10月号から1999年12月号まで連載された。全15話。作者は松本久志。単行本は全3巻。
アニメの企画と同時進行で進められたため、登場人物こそほぼ同じだが、アクロイヤーは人間の洗脳を主な侵略の手段としている、アニメでは黒髪ポニーテールの麻美が茶髪のショートヘアになっている、プロフェッサーKがサングラスをかけているなど、アニメ版とはかなり異なる独自のキャラ設定やストーリー展開となっている。なおアーサーの一人称「私」や久磁や水沢という子供たちの姓は、コミック版によって決められたものである。
アニメ終了に際して漫画版も第一部が終了。『コミックボンボン』2000年2月号から7月号にかけてレッドパワーズ編がオリジナルの第二部として連載された。
また、一部の玩具商品にもレッドパワーズ編の漫画が付属し、書籍『ミクロマンクロニクル』(ISBN 4-902314-72-X)に再掲されている。

## ゲーム
- 超磁力戦士ミクロマン GENERATION 2000

1999年12月16日発売のPlayStation用ソフト。同年3月に発売された前作『小さな巨人ミクロマン』は旧シリーズミクロマンを題材としていたが、本作はマグネパワーズを題材としている。